# União Europeia
A União Europeia (UE) é uma união económica e política de 27 Estados-membros independentes situados principalmente na Europa. A UE tem as suas origens na Comunidade Europeia do Carvão e do Aço (CECA) e na Comunidade Económica Europeia (CEE), formadas por seis países em 1957. Nos anos que se seguiram, o território da UE foi aumentando de dimensão através da adesão de novos Estados-membros, ao mesmo tempo que aumentava a sua esfera de influência através da inclusão de novas competências políticas. O Tratado de Maastricht instituiu a União Europeia com o nome atual em 1993. A última revisão significativa aos princípios constitucionais da UE, o Tratado de Lisboa, entrou em vigor em 2009. Bruxelas é a capital de facto da União Europeia.
A UE atua através de um sistema de instituições supranacionais independentes e de decisões intergovernamentais negociadas entre os Estados-membros. As instituições da UE são a Comissão Europeia, o Parlamento Europeu, o Conselho da União Europeia, o Conselho Europeu, o Tribunal de Justiça da União Europeia, o Tribunal de Contas Europeu e o Banco Central Europeu. O Parlamento Europeu é o único órgão directamente eleito, a cada cinco anos, pelos cidadãos da UE.
A UE instituiu um mercado comum através de um sistema harmonizado de leis aplicáveis a todos os Estados-membros. No Espaço Schengen (que inclui 25 Estados-membros e 4 estados não membros da UE) foram abolidos os controlos de passaporte. As políticas da UE têm por objetivo assegurar a livre circulação de pessoas, bens, serviços e capitais, legislar assuntos comuns na justiça e manter políticas comuns de comércio, agricultura, pesca e desenvolvimento regional. A Zona Euro, a união monetária, foi criada em 1999 e é atualmente composta por 20 Estados-membros. Através da Política Externa e de Segurança Comum, a UE exerce um papel nas relações externas e de defesa. A UE tem em todo o mundo missões diplomáticas permanentes, estando representada nas Nações Unidas, na Organização Mundial do Comércio (OMC), no G7 e no G-20. Com uma população total de aproximadamente 448 milhões de pessoas, o que representa 5,7% da população mundial, a UE gerou um produto interno bruto (PIB) de 12,2 mil milhões * de euros em 2010, o que representa cerca de 20% do PIB global, medido em termos de paridade do poder de compra.
Em 2012, a União Europeia foi laureada com o Nobel da Paz, entregue pelo Comité Nobel "por ter contribuído ao longo de mais de seis décadas para o avanço da paz e da reconciliação, democracia e direitos humanos na Europa". No anúncio do prémio, o Comité referiu que "o terrível sofrimento durante a Segunda Guerra Mundial provou a necessidade de uma nova Europa. (...) Hoje, uma guerra entre a França e a Alemanha é impensável. Isto mostra que, através da boa vontade e construção de confiança mútua, inimigos históricos podem transformar-se em aliados".

## História

### Antecedentes

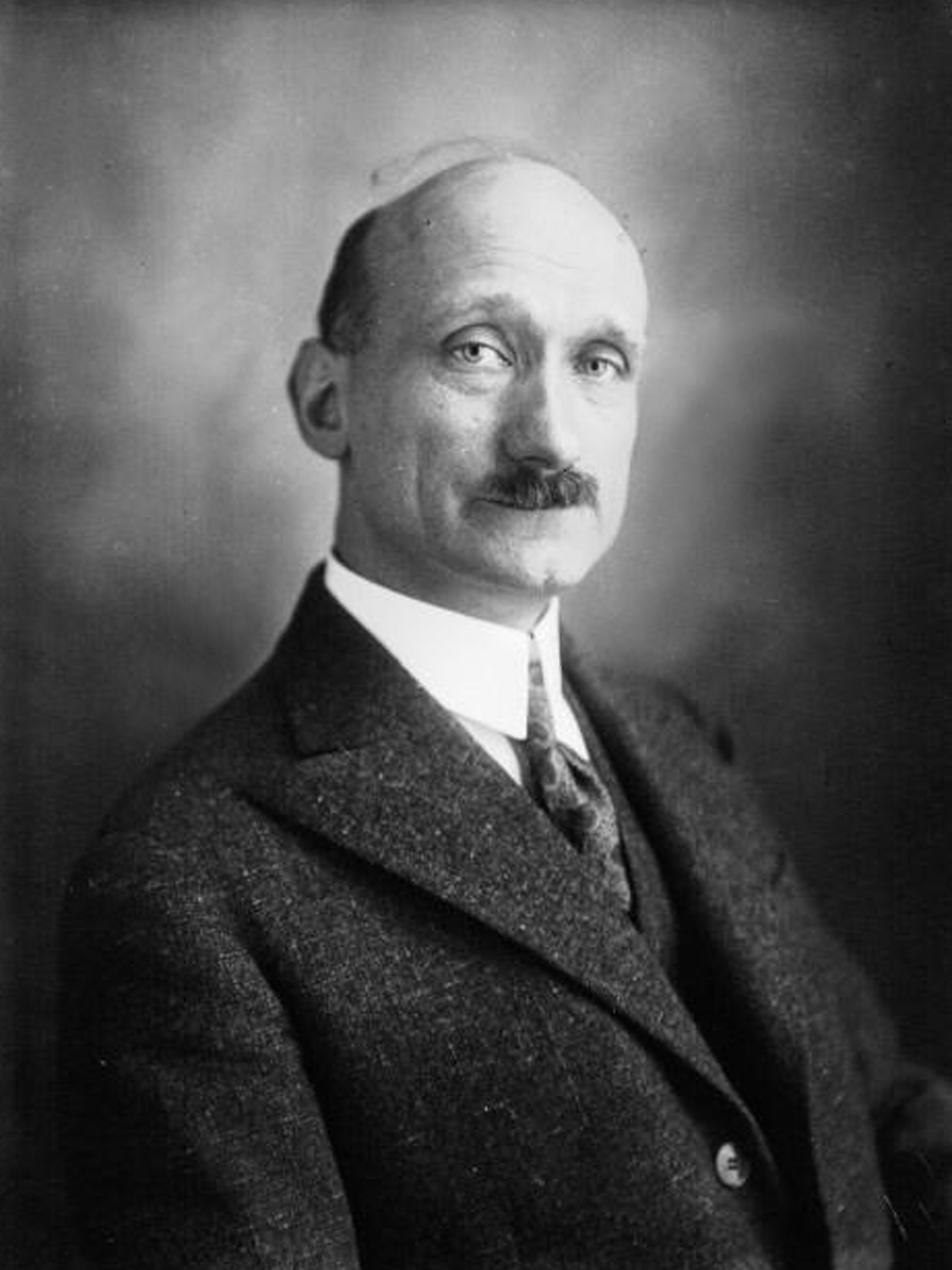
A declaração pronunciada por Robert Schuman foi uma pedra fundamental das instituições comunitárias

Após o fim da Segunda Guerra Mundial (1939–1945), a Europa encontrava-se arruinada. A Alemanha estava destruída, em termos de vida humana e danos materiais. A França, embora vencedora frente à Alemanha no conflito, também teve perdas (menores que a Alemanha) que afetaram gravemente a sua economia e o prestígio a nível mundial. A França declarou guerra à Alemanha Nazi em setembro de 1939. Uma vez terminado o conflito na Europa, em 8 de maio de 1945, o regime alemão foi responsabilizado pela guerra, já que sua política expansionista levou o país a ocupar, e em alguns casos a anexar, territórios de outros países europeus. A Alemanha que perdeu parte considerável do seu território anterior à guerra, foi ocupada pelos Aliados que dividiram o país em quatro partes.
Em anos posteriores, os ressentimentos e a desconfiança entre as nações europeias dificultavam uma reconciliação. Nesse contexto, o ministro francês das Relações Exteriores, Robert Schuman, defendeu convictamente a criação da Alemanha Ocidental, resultado da união de três zonas de ocupação controladas pelas democracias ocidentais, deixando de parte a zona ocupada pela União Soviética. Schuman, de origem germano-luxemburguesa, possuía três nacionalidades (francesa, alemã e luxemburguesa) ao longo da sua vida, o que lhe permitiu compreender a complexidade dos conflitos europeus e desenvolver particular interesse pela unificação europeia.
No dia 9 de maio de 1950, cinco anos após a rendição do regime nazi, Schuman lançou um apelo à Alemanha Ocidental e aos países europeus para que instituíssem uma única autoridade transnacional comum para administração das respectivas produções de aço e carvão. Este discurso, conhecido como Declaração Schuman, foi acolhido de maneira díspar dentro dos governos europeus e marcou o início da construção europeia, ao ser a primeira proposta oficial concreta de integração europeia. Ao submeter a produção das matérias-primas fundamentais à indústria bélica numa única autoridade, os países-membros da organização teriam grandes dificuldades em iniciar um conflito entre si.
A declaração marcou o início da integração entre os estados europeus contrastando com a tendência nacionalista e tensas rivalidades anteriores à guerra. Esta nova realidade foi impulsionada em grande medida pelo fim da hegemonia histórica europeia sobre o mundo, após a Segunda Guerra, o que consciencializou os europeus da sua própria fragilidade perante o surgimento de duas novas superpotências, os Estados Unidos e a União Soviética, com maior poder militar e económico em relação ao conjunto heterogéneo de países europeus. Além disso, as consequências do conflito incutiram nos cidadãos europeus o desejo de criar um continente mais livre e justo à medida que as relações entre países se iam desenvolvendo de forma pacífica, para evitar por todos os meios um novo conflito entre os países europeus.

### Comunidades europeias

Estados fundadores da Comunidade Europeia do Carvão e do Aço (CECA) (na época, a Argélia era parte do território da Quarta República Francesa)

A proposta de Robert Schuman foi acolhida de forma entusiasta pelo chanceler da República Federal da Alemanha, Konrad Adenauer. Na primavera de 1951, foi firmado em Paris o tratado que criava a Comunidade Europeia do Carvão e do Aço (CECA), concretizando a proposta de Schuman. Alemanha, Bélgica, França, Itália, Luxemburgo e Países Baixos (conhecidos como a Europa dos Seis) alcançaram um entendimento que favoreceu o intercâmbio de matérias-primas necessárias para a siderurgia, acelerando desta forma o dinamismo económico de forma a dotar a Europa de autonomia na produção. Este tratado fundador procurava juntar vencedores e vencidos no projeto de uma Europa que, a médio prazo, pudesse controlar o seu próprio destino, tornando-se independente de qualquer entidade exterior. O tratado expirou em 2002, embora a sua função tenha permanecido obsoleta após a fusão de órgãos executivos e legislativos no projeto da Comunidade Europeia, que entretanto adquiriu personalidade jurídica, e também devido ao Ato Único Europeu de 1986.
Em maio de 1952, já em plena Guerra Fria, foi firmado em Paris um tratado que instituía a Comunidade Europeia de Defesa (CED), que permitia o armamento da Alemanha Ocidental no seio de um exército europeu. Cinco membros da CECA ratificaram o tratado, mas, em agosto de 1954, foi rejeitado pelo parlamento francês devido à oposição conjunta de gaullistas e comunistas. Dada esta situação, o antigo Tratado de Bruxelas de 1948 é modificado para criar a União da Europa Ocidental (UEO), que será durante várias décadas a única organização europeia encarregada da defesa e segurança até à entrada em vigor do Tratado de Amesterdão de 1999. Embora tenha reforçado o antigo tratado, a UEO tratou-se de uma entidade-sombra da NATO, a qual estava encarregue de assegurar a defesa dos países europeus ante um hipotético ataque nuclear.
O mais importante impulso tem lugar em 1957 com a assinatura do Tratado de Roma. Os países constituintes da Europa dos Seis decidem avançar na cooperação nos domínios económico, social e político. Os acordos tinham como objetivo implantar um mercado comum que permitisse a livre circulação de pessoas, bens e capitais. A Comunidade Económica Europeia (CEE) foi a entidade internacional instituída por este tratado, de tipo supranacional e dotada de capacidade autónoma de financiamento. Este documento formou ainda uma terceira comunidade de duração indeterminada, a Comunidade Europeia da Energia Atómica.

### A União dos Três Pilares

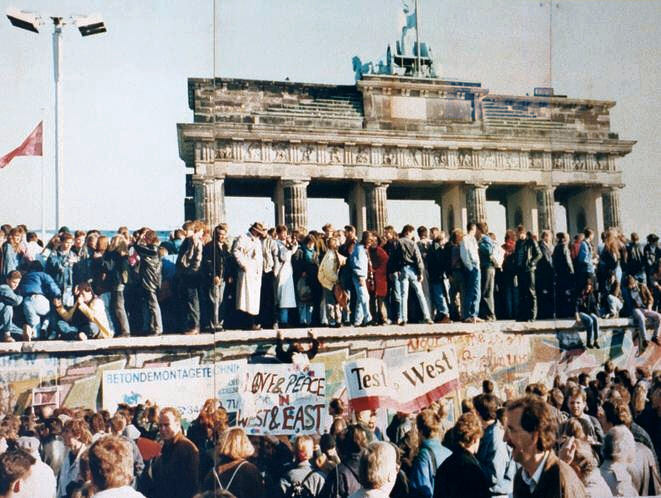
A queda do Muro de Berlim (1989) possibilitou a integração do Leste Europeu na União Europeia

Em 1965 é firmado um tratado que funde os executivos das três comunidades europeias (quando estas já possuíam instituições comuns em matérias de justiça), através da criação da Comissão Europeia (CE) e do Conselho da União Europeia, que é a instituição das reuniões de chefes de estado e de governo dos países-membros que começaram a ter lugar no final da década de 1960.
O Ato Único Europeu foi firmado em fevereiro de 1986 e entrou em vigor em junho de 1987, tendo como missão redinamizar a construção europeia, fixando a consolidação do mercado interno em 1993 e permitindo a livre circulação de capitais e serviços. Através deste tratado as competências comunitárias foram alargadas aos domínios da investigação e do desenvolvimento tecnológico, ambiental e da política social. O ato único consagra também a existência do Conselho Europeu, que reúne os chefes de estado e de governo e impulsiona iniciativas comuns em matérias de política externa e de segurança.
O Tratado de Maastricht, assinado em fevereiro de 1992 e em vigor a partir de 1993, definiu uma nova estrutura institucional que se manteria até à entrada em vigor do Tratado de Lisboa. O tratado cria a cidadania europeia, permitindo residir e circular livremente nos países da comunidade, assim como o direito de votar e ser eleito no estado de residência para as eleições europeias ou municipais. Foi também decidida a criação de uma moeda única, o Euro, que entraria em circulação em 2002 sob administração do Banco Central Europeu.

### A União do século XXI, de Amesterdão a Lisboa
Em 1999 entrou em vigor o Tratado de Amesterdão. Este tratado definia os princípios de liberdade, democracia e respeito pelos direitos humanos, incluindo explicitamente o princípio do desenvolvimento sustentável. Dois anos depois é assinado o Tratado de Nice, que entrou em vigor em 2003. Em 2002, foi extinta a CECA, findo o seu período de validade (de cinquenta anos), tendo as suas competências sido englobadas na Comunidade Europeia.

Animação mostrando os países-membros da União Europeia por data de entrada

Em 1 de maio de 2004 deu-se o maior alargamento de sempre da União Europeia, com a entrada de dez novos Estados-membros (Estónia, Letónia, Lituânia, Polónia, Chéquia, Hungria, Eslováquia, Eslovénia, Malta e Chipre). Mais tarde, em 29 de outubro de 2004, foi assinado em Roma o tratado que estabelecia a Constituição Europeia. A ratificação do tratado estava dependente da aprovação pelos parlamentos dos vários Estados-membros, embora alguns países tenham convocado referendos em 2005. O primeiro foi a Espanha, cujo documento foi aprovado com 76,73% de apoio. No entanto, a ratificação alcançou um impasse quando os eleitores franceses e neerlandeses rejeitaram o documento. O processo de ratificação estagnou, e só alguns estados o aprovaram. O Luxemburgo aprovou a constituição com 57% dos votos.
Em 2007, os líderes europeus puseram fim formalmente a esse "período de reflexão" com a assinatura do Tratado de Berlim, em 25 de março (no aniversário dos cinquenta anos da assinatura do Tratado de Roma de 1957). A declaração tinha como objetivo dar um novo impulso à busca de um novo acordo institucional antes da realização das eleições europeias de 2009. Ainda em 2007, o Conselho Europeu concluiu que a Constituição Europeia havia fracassado, apesar de a maioria das propostas incluídas no texto serem incluídas posteriormente na reforma dos tratados da união, em contraposição à Constituição, à qual ia recomeçar todos os tratados firmados anteriormente. Deste modo, em 13 de dezembro de 2007, firmou-se o tratado conhecido como Tratado de Lisboa.

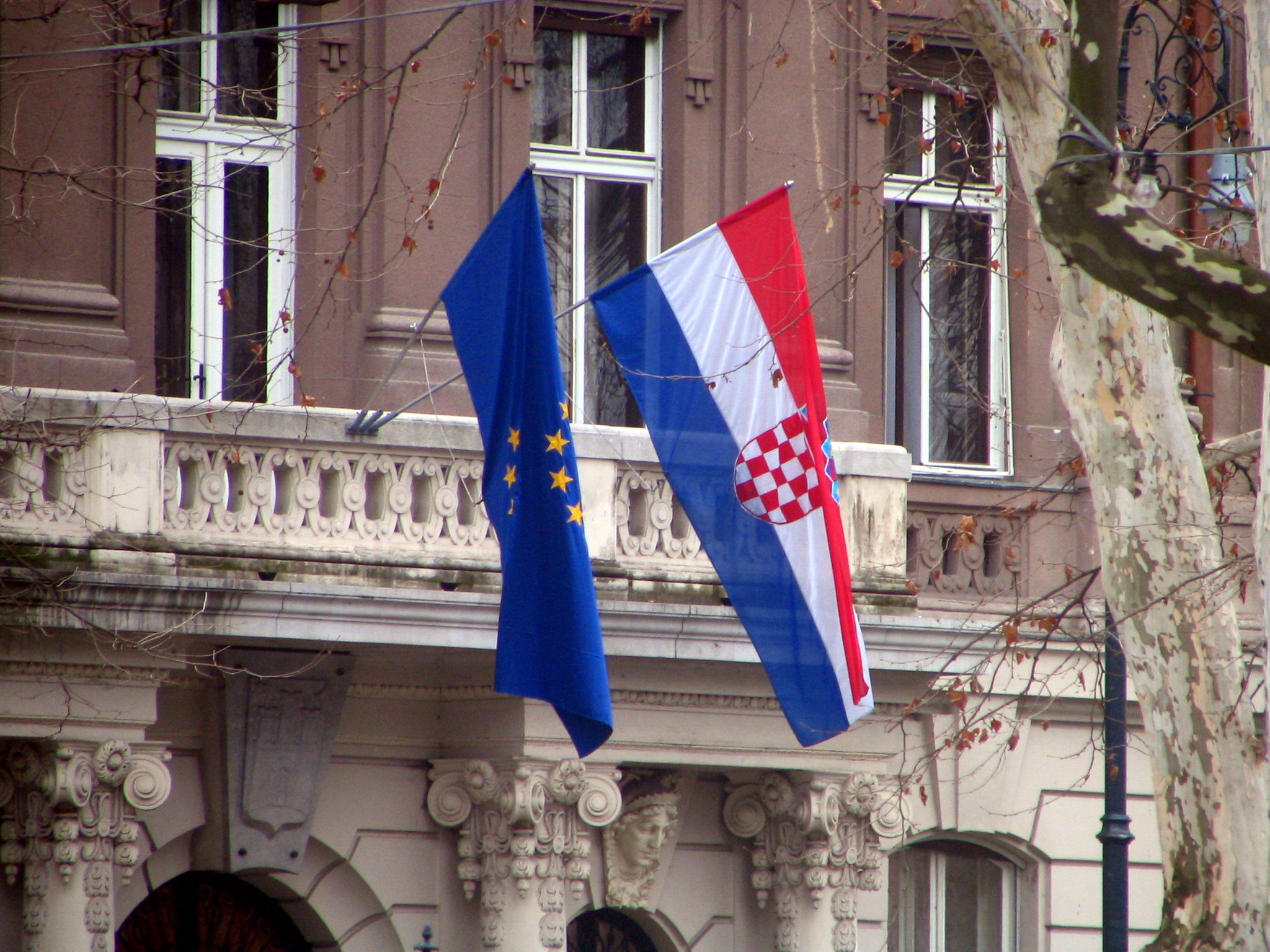
A Croácia foi o país que mais recentemente aderiu à UE

Este tratado tinha como objetivo melhorar o funcionamento da União Europeia mediante a modificação do tratado de Maastricht e do Tratado de Roma. Algumas das reformas mais importantes introduzidas pelo Tratado de Lisboa foram a redução das possibilidades de estancamento na toma de decisões do Conselho da União Europeia mediante o voto por maioria qualificada, um Parlamento Europeu com maior peso mediante extensão do procedimento de decisão conjunta com o Conselho da UE, a eliminação das obsoletas instituições (os três pilares da União Europeia) e a criação das figuras de presidente do Conselho Europeu e de Alto Representante da União para os Negócios Estrangeiros e a Política de Segurança para dotar de uma maior coerência e continuidade às políticas da UE. O Tratado de Lisboa, que entrou em vigor em 1º de dezembro de 2009, também fez com que a Carta dos Direitos Fundamentais da União Europeia fosse juridicamente vinculante para os Estados-membros.
Assim, transcorrido mais de meio século desde a Declaração Schuman, a UE enfrenta desafios, como a aplicação do Tratado de Lisboa, o controvertido processo da adesão da Turquia, a ampliação na Península Balcânica e a adesão da Islândia, depois de ver-se gravemente afetada pela crise económica de 2008. Em 2012, a União Europeia foi laureada com o Prémio Nobel da Paz. Em 1 de julho de 2013, a Croácia tornou-se o 28.º Estado-membro da União.

### Saída do Reino Unido (Brexit) e pós-Brexit

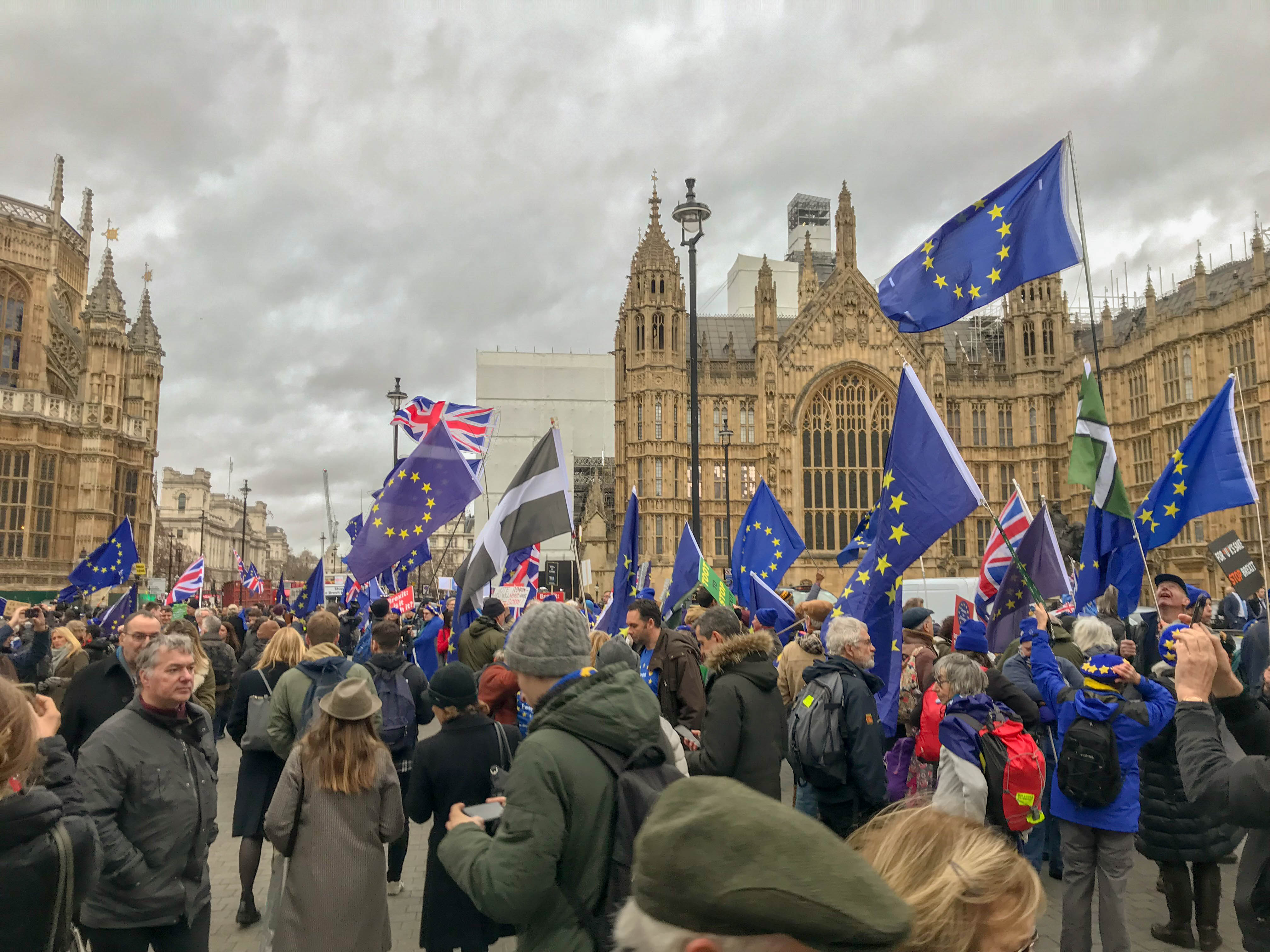
Manifestantes protestam contra o Brexit em frente ao Palácio de Westminster, em Londres, em janeiro de 2020

A 31 de janeiro de 2020, às 23h00 UTC ocorreu a saída formal do Reino Unido da União Europeia, aplicando-se pela primeira vez o artigo 50 do Tratado da União Europeia. Com esta saída, que se deu após mais de três anos e meio de negociações, iniciou-se um período de transição em que ambas as partes estão a negociar como será a sua relação quando este período acabar, a 31 de dezembro de 2020.
Em março de 2020, a Hungria adotou uma lei de regulamentação para conceder o primeiro-ministro Viktor Orbán poderes de emergência indefinidos, citando a pandemia de coronavírus 2019–2020, a razão da expansão dos poderes executivos. Os poderes incluem a promulgação de decretos, a suspensão do Parlamento e a pressão e a perseguição de publicações dos médias da oposição consideradas como notícias falsas. Muitos pediram à UE que rompa os laços com o país para um retrocesso democrático e que seja fundamentalmente incompatível com a Carta dos Direitos Fundamentais da UE. Apesar desses apelos, não há mecanismo para retirar os Estados-membros da união e só pode ser sancionado em conformidade com o artigo 7 do Tratado da União Europeia, proposto para pela primeira vez em 2015, mas foi oficialmente votado em 2018, novamente pela violação de valores fundamentais da UE.

## Geografia

Mapa topográfico da União Europeia

Os Estados-membros da UE cobrem uma área de 4 423 147 km2. Se fosse uma nação única, a UE teria a sétima maior área territorial do mundo, com o seu pico mais elevado, o Monte Branco, nos Alpes Graios, a 4 810,45 m de altitude acima do nível do mar. O ponto mais baixo na UE é Zuidplaspolder, nos Países Baixos, a 7 m abaixo do nível do mar. A paisagem, clima e economia da UE são influenciados pelo seu litoral, que tem um total de 65 993 km de comprimento. O bloco tem a segunda maior costa do mundo, após a do Canadá. Os Estados-membros combinados partilham fronteiras terrestres com dezanove Estados não membros, totalizando 12 441 km de comprimento, a quinta maior fronteira do mundo.
Incluindo os territórios ultramarinos dos Estados-membros, a UE tem vários tipos de clima, que vão do ártico até o tropical. A maioria das pessoas vivem em áreas com clima mediterrâneo (sul da Europa), clima temperado marítimo (Europa Ocidental), ou um verão quente ou clima continental hemiboreal (Europa Oriental).
A população da UE é altamente urbanizada, com cerca de 75% dos habitantes (e em crescimento, projetado para ser de 90% em sete Estados até 2020) a viver em áreas urbanas. As cidades são amplamente espalhadas por todo o bloco, embora exista um grande conjunto em torno do Benelux. Em alguns casos, este crescimento urbano tem sido devido ao influxo de fundos da UE para uma região.

### Meio ambiente

Ecozonas da UE

Em 1957, quando a União Europeia foi fundada, esta não tinha nenhuma política ou burocracia ambiental ou sequer leis ambientais. Hoje, a UE tem algumas das políticas ambientais mais progressistas de todo o mundo e a legislação ambiental do bloco desenvolveu-se de uma forma notável nas últimas quatro décadas. A legislação europeia agora se estende por todas as áreas de proteção ambiental, como: controle de poluição do ar, a proteção da água, gestão de resíduos, conservação da natureza e o controle de produtos químicos, biotecnologia e de outros riscos industriais. O Instituto Europeu de Política Ambiental estima que o corpo de leis ambientais da UE abranja bem mais de 500 directivas, regulamentos e decisões. A legislação ambiental tornou-se uma área central da política europeia.
Tais desenvolvimentos dinâmicos são surpreendentes, tendo em conta as condições legais e institucionais que existiam na década de 1950 e final dos anos 1960. Agindo sem qualquer autoridade legislativa, os decisores políticos europeus aumentaram a capacidade do bloco para agir através da definição da política ambiental como um problema comercial. A razão mais importante para a introdução de uma política ambiental comum era o medo de que barreiras ao comércio e distorções da concorrência no mercado comum poderiam surgir devido aos diferentes padrões ambientais existentes entre os países-membros. No entanto, no decorrer do tempo, a política ambiental da UE emergiu como uma área política formal, com seus próprios atores, princípios e procedimentos políticos. A base legal da política ambiental da UE não era mais explicitamente estabelecida até a introdução do Ato Único Europeu, em 1987.

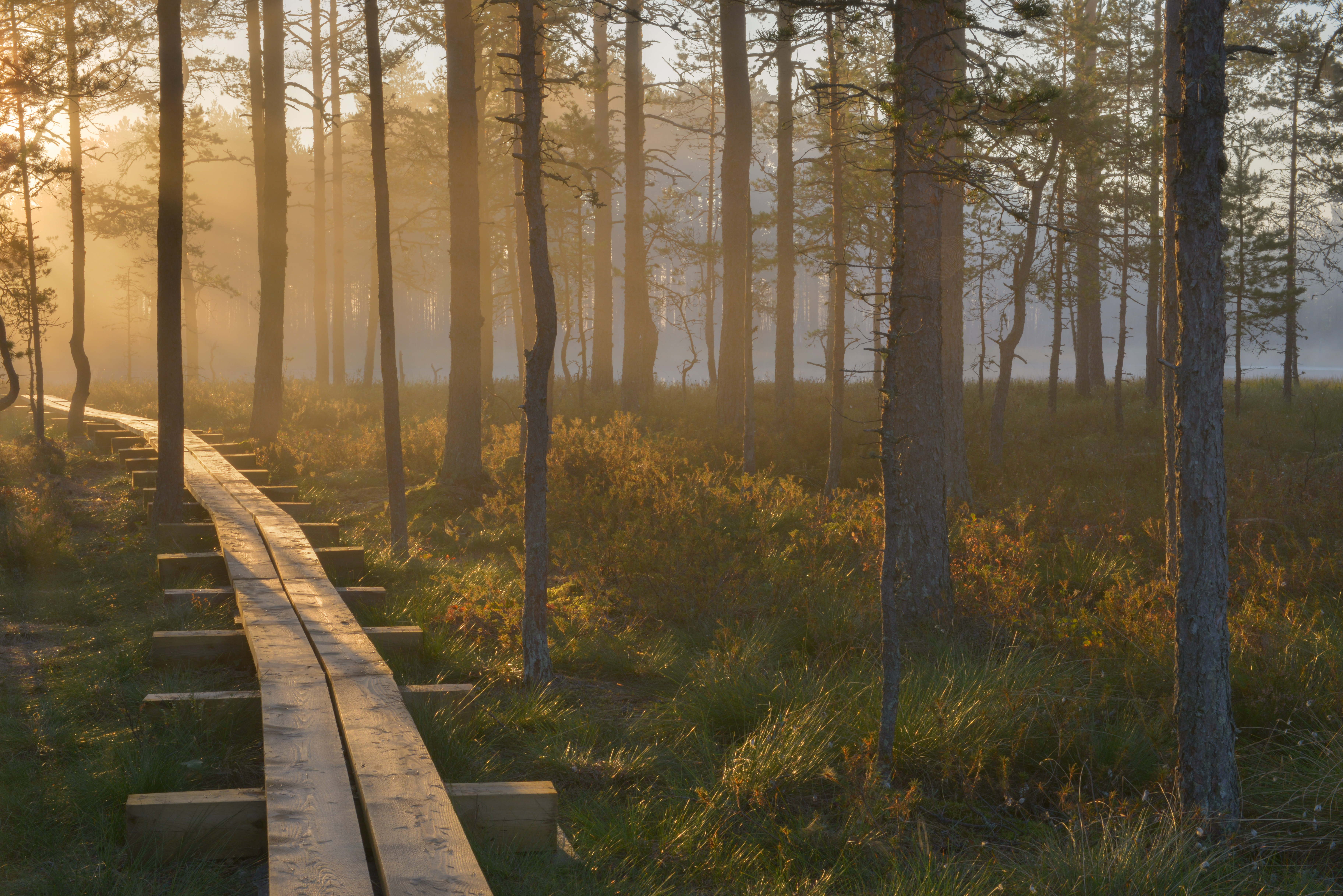
Parque Nacional de Lahemaa, na Estónia

Inicialmente, a política ambiental da União Europeia era bastante introspectiva. Mais recentemente, no entanto, a UE tem demonstrado uma liderança crescente na governança ambiental global. O papel do bloco na garantia de ratificação e entrada em vigor do Protocolo de Quioto, em face da oposição dos Estados Unidos, é um exemplo nesse sentido. Esta dimensão internacional é refletida no Programa de Sexta Acção Ambiental da UE, que reconhece que seus objetivos estratégicos só podem ser alcançados se uma série de importantes acordos ambientais internacionais forem ativamente apoiados e devidamente implementados no mundo. A entrada em vigor do Tratado de Lisboa reforçou ainda mais as ambições de liderança ambiental da UE no planeta.
O vasto corpo de legislação ambiental da UE que existe atualmente tem desempenhado um papel vital na melhoria do habitat e na proteção de espécies nativas da Europa, bem como contribuiu para melhorias na ar, na qualidade da água e na gestão de resíduos. No entanto, persistem desafios significativos, tanto para cumprir as metas e aspirações da dos Estados-membros existentes, quanto para criar novas metas e ações que irão melhorar ainda mais o meio ambiente e a qualidade de vida na Europa.
Uma das principais prioridades da política ambiental da UE é combater a mudança climática. Em 2007, os Estados-membros concordaram que a UE terá de usar 20% de energias renováveis no futuro e que tem de reduzir as emissões de dióxido de carbono até 2020 em pelo menos 20% em relação aos níveis de 1990. Isto inclui medidas que determinam que, em 2020, 10% da quantidade total de combustível usado por carros e caminhões nos membros do bloco deve ser proveniente de fontes renováveis, como os biocombustíveis. Este é considerado um dos movimentos mais ambiciosos de uma importante região industrializada do mundo para combater as alterações climáticas.
- Os 65 993 km (41 006 mi) de litoral dominam o clima europeu (Ponta da Piedade, Portugal)
- Mont Blanc, nos Alpes, é o pico mais alto da UE
- Danúbio (na imagem em Budapeste, na Hungria), o maior rio da UE
- Lago Repovesi, na Finlândia, o país com o maior número de lagos na UE.
- Zuidplaspolder, nos Países Baixos, o ponto mais baixo da UE

### Estados-membros
| Albânia Áustria Bielorrússia Bélgica Bos. · & Herz. Bulgária Croácia Chipre Rep. · Checa Dinamarca Estónia Finlândia França Alemanha Grécia Hungria Islândia Irlanda Itália Letónia Lituânia Luxemburgo Mac. Malta→ Moldávia Mont. Países Baixos Noruega Polónia Portugal Roménia Rússia Sérvia Eslováquia Eslovénia Espanha Suécia Suíça Turquia Ucrânia Reino · Unido O território continental dos Estados-membros da União Europeia (Comunidades Europeias pré-1993), animados por ordem de adesão. | \| País \| Capital \| Entrada \| População[88] \| Área (km²) \| \| ------------- \| ---------- \| ---------------- \| ------------- \| ---------- \| \| Alemanha \| Berlim \| Fundador[nota 5] \| 83 166 711 \| 357 021 \| \| Áustria \| Viena \| 1/1/1995 \| 8 901 064 \| 83 855 \| \| Bélgica \| Bruxelas \| Fundador \| 11 522 440 \| 30 528 \| \| Bulgária \| Sófia \| 1/1/2007 \| 6 951 482 \| 110 994 \| \| Croácia \| Zagrebe \| 1/7/2013 \| 4 058 165 \| 56 594 \| \| Chipre \| Nicósia \| 1/5/2004 \| 888 005 \| 9 251 \| \| Dinamarca \| Copenhague \| 1/1/1973 \| 5 822 763 \| 43 075 \| \| Eslováquia \| Bratislava \| 1/5/2004 \| 5 457 873 \| 49 035 \| \| Eslovénia \| Ljubljana \| 1/5/2004 \| 2 095 861 \| 20 273 \| \| Espanha \| Madrid \| 1/1/1986 \| 47 332 614 \| 504 030 \| \| Estónia \| Tallin \| 1/5/2004 \| 1 328 976 \| 45 227 \| \| Finlândia \| Helsinque \| 1/1/1995 \| 5 525 292 \| 338 424 \| \| França \| Paris \| Fundador \| 67 320 216 \| 674 843 \| \| Grécia \| Atenas \| 1/1/1981 \| 10 718 565 \| 131 990 \| \| Hungria \| Budapeste \| 1/5/2004 \| 9 769 526 \| 93 030 \| \| Irlanda \| Dublin \| 1/1/1973 \| 4 964 440 \| 70 273 \| \| Itália \| Roma \| Fundador \| 59 641 488 \| 301 338 \| \| Letónia \| Riga \| 1/5/2004 \| 1 907 675 \| 64 589 \| \| Lituânia \| Vilnius \| 1/5/2004 \| 2 794 090 \| 65 200 \| \| Luxemburgo \| Luxemburgo \| Fundador \| 626 108 \| 2 586,4 \| \| Malta \| Valetta \| 1/5/2004 \| 514 564 \| 316 \| \| Países Baixos \| Amesterdão \| Fundador \| 17 407 585 \| 41 543 \| \| Polónia \| Varsóvia \| 1/5/2004 \| 37 958 138 \| 312 685 \| \| Portugal \| Lisboa \| 1/1/1986 \| 10 295 909 \| 92 390 \| \| Chéquia \| Praga \| 1/5/2004 \| 10 693 939 \| 78 866 \| \| Roménia \| Bucareste \| 1/1/2007 \| 19 328 838 \| 238 391 \| \| Suécia \| Estocolmo \| 1/1/1995 \| 10 327 589 \| 449 964 \| |          |            |            |
| País | Capital | Entrada  | População  | Área (km²) |
| Alemanha | Berlim | Fundador | 83 166 711 | 357 021    |
| Áustria | Viena | 1/1/1995 | 8 901 064  | 83 855     |
| Bélgica | Bruxelas | Fundador | 11 522 440 | 30 528     |
| Bulgária | Sófia | 1/1/2007 | 6 951 482  | 110 994    |
| Croácia | Zagrebe | 1/7/2013 | 4 058 165  | 56 594     |
| Chipre | Nicósia | 1/5/2004 | 888 005    | 9 251      |
| Dinamarca | Copenhague | 1/1/1973 | 5 822 763  | 43 075     |
| Eslováquia | Bratislava | 1/5/2004 | 5 457 873  | 49 035     |
| Eslovénia | Ljubljana | 1/5/2004 | 2 095 861  | 20 273     |
| Espanha | Madrid | 1/1/1986 | 47 332 614 | 504 030    |
| Estónia | Tallin | 1/5/2004 | 1 328 976  | 45 227     |
| Finlândia | Helsinque | 1/1/1995 | 5 525 292  | 338 424    |
| França | Paris | Fundador | 67 320 216 | 674 843    |
| Grécia | Atenas | 1/1/1981 | 10 718 565 | 131 990    |
| Hungria | Budapeste | 1/5/2004 | 9 769 526  | 93 030     |
| Irlanda | Dublin | 1/1/1973 | 4 964 440  | 70 273     |
| Itália | Roma | Fundador | 59 641 488 | 301 338    |
| Letónia | Riga | 1/5/2004 | 1 907 675  | 64 589     |
| Lituânia | Vilnius | 1/5/2004 | 2 794 090  | 65 200     |
| Luxemburgo | Luxemburgo | Fundador | 626 108    | 2 586,4    |
| Malta | Valetta | 1/5/2004 | 514 564    | 316        |
| Países Baixos | Amesterdão | Fundador | 17 407 585 | 41 543     |
| Polónia | Varsóvia | 1/5/2004 | 37 958 138 | 312 685    |
| Portugal | Lisboa | 1/1/1986 | 10 295 909 | 92 390     |
| Chéquia | Praga | 1/5/2004 | 10 693 939 | 78 866     |
| Roménia | Bucareste | 1/1/2007 | 19 328 838 | 238 391    |
| Suécia | Estocolmo | 1/1/1995 | 10 327 589 | 449 964    |

### Alargamento futuro

Estados-membros (27)
Candidatos em negociação (6)
Candidatos (2)
Potenciais candidatos (1)
Candidatos com negociações travadas (1)

A União Europeia é composta por 27 Estados soberanos: Alemanha, Áustria, Bélgica, Bulgária, Chéquia, Chipre, Croácia, Dinamarca, Eslováquia, Eslovénia, Espanha, Estónia, Finlândia, França, Grécia, Hungria, Irlanda, Itália, Letónia, Lituânia, Luxemburgo, Malta, Países Baixos, Polónia, Portugal, Roménia e Suécia. O número de membros da União tem crescido desde os seis Estados-membros fundadores — Bélgica, França, Alemanha (então Ocidental), Itália, Luxemburgo e Países Baixos — até aos atuais 27 membros, agrupados por sucessivos alargamentos, quando esses países aderiram aos tratados e ao fazê-lo, agruparam a sua soberania em troca de representação nas instituições do bloco.
Quatro países, que não são membros da UE, que formam a Associação Europeia de Comércio Livre (EFTA sigla em inglês) têm, em parte, comprometimentos com a economia e os regulamentos da UE: Islândia, Liechtenstein e a Noruega são uma parte do mercado único, através do Espaço Económico Europeu, e a Suíça tem laços similares por meio de tratados bilaterais. As relações dos microestados europeus (Andorra, Mónaco, São Marino e o Vaticano) com a UE incluem o uso do euro e de outras áreas de cooperação.
Para aderir à UE, um país tem de cumprir os critérios de Copenhaga, definidos no Conselho Europeu de Copenhaga, em 1993. Estes requerem uma democracia estável, que respeite os direitos humanos e o Estado de direito; uma economia de mercado capaz de concorrer na UE e a aceitação das obrigações de adesão, incluindo a legislação da UE. A avaliação do cumprimento desses critérios por um país é de responsabilidade do Conselho Europeu. O Tratado de Lisboa fornece uma cláusula que lida com a forma como um membro pode deixar a UE.
Há oito países candidatos oficiais à adesão ao bloco europeu: Albânia, Bósnia e Herzegovina, Moldávia, Montenegro, Macedônia do Norte, Sérvia, Turquia e Ucrânia. Noruega, Suíça e Islândia enviaram pedidos de adesão ao bloco no passado, mas posteriormente travaram as negociações ou retiraram a candidatura. Ademais, Geórgia e Cosovo são oficialmente reconhecidos como potenciais candidatos, tendo enviado suas candidaturas para tornarem-se membros.

## Demografia

Densidade populacional na UE em 2014

A população combinada de todos os 27 Estados-membros foi estimada em 501 259 840 habitantes, em janeiro de 2010, correspondendo a 7,3% do total mundial.
Embora a União Europeia abranja apenas 3% das terras do planeta, a organização tem uma densidade populacional de 113 habitantes por quilómetro quadrado, o que a torna uma das regiões mais densamente povoadas do mundo. Um terço dos seus cidadãos vivem em cidades com mais de um milhão de pessoas, sendo 80% residentes em áreas urbanas em geral.
A União Europeia é o lar de mais cidades globais que qualquer outra região do mundo, com dezanove cidades com populações superiores a um milhão.
Além de muitas grandes cidades, o bloco europeu também inclui várias regiões densamente povoadas, que não têm núcleo único, mas surgiram a partir da conexão de várias cidades e agora abrangem grandes áreas metropolitanas.

### Religiões
A União Europeia é um corpo secular sem nenhuma ligação formal com qualquer religião, mas o Artigo 17º do Tratado sobre o Funcionamento da União Europeia reconhece o estatuto "ao abrigo do direito nacional, igrejas e associações religiosas", bem como a de "organizações filosóficas e não confessionais". O preâmbulo ao Tratado da União Europeia menciona a "herança cultural, religiosa e humanista da Europa".
Discussões sobre projetos da Constituição Europeia e, posteriormente, o Tratado de Lisboa, incluíram propostas para mencionar o cristianismo ou Deus, ou ambos, no preâmbulo do texto, mas esta ideia já chegou a enfrentar a oposição e foi descartada. Esta ênfase sobre o cristianismo faz dela a maior religião na Europa, bem como um marcador cultural para a Europa e muito influente na civilização ocidental ou europeia. Outras religiões importantes presentes na União Europeia são o islão e o judaísmo.
Os cristãos do bloco estão divididos entre os seguidores de catolicismo romano, numerosas denominações protestantes (especialmente na Europa Setentrional), ortodoxas orientais e orientais católicas (no Sudeste da Europa). Outras religiões, tais como islamismo e o judaísmo, também estão representados na sua população. Em 2009, a União Europeia havia estimado uma população muçulmana de 13 milhões de habitantes, e um número estimado de um milhão de judeus.
Sondagens de opinião mostraram que em 2005 a maioria dos cidadãos do bloco (52%) acredita num Deus, e que a maioria tinha de alguma forma um sistema de crença, com 21% a vê-la como importante. Muitos países viram uma queda no comparecimento à igreja por parte da sociedade nos últimos anos.
Em 2005, na altura com um bloco de 25 Estados-membros, revelou-se que dos cidadãos europeus, 52% acreditam num Deus, 27% creem em "algum tipo de espírito ou força de vida" e 18% não tinha qualquer forma de crença. Os países onde o menor número de pessoas relataram crença religiosa foram a Chéquia (19%) e a Estónia (16%).
Os países mais religiosos são Malta (95%, predominantemente católicos romanos), o Chipre e a Roménia, ambos com cerca de 90% dos cidadãos que afirmam acreditarem na existência de Deus (predominantemente ortodoxos orientais). Em toda a União Europeia, a crença foi maior entre as mulheres, que aumentou com a idade, pessoas com educação religiosa, que deixaram a escola aos quinze anos com um ensino básico e posicionamento dos "próprios à direita da escala política (57%)".

### Línguas
Entre as muitas línguas e dialetos utilizados na União Europeia, 24 delas são oficiais. Os documentos importantes, como a legislação, são traduzidos em todas as línguas oficiais. O Parlamento Europeu, com sede em Estrasburgo (França), dispõe de tradução em todos os idiomas de documentos e sessões plenárias. Algumas instituições usam apenas um pequeno número de línguas como línguas de trabalho internas. A Política de Língua é da responsabilidade dos Estados-membros, mas as suas instituições promovem a aprendizagem doutras línguas.
O alemão é a língua materna mais falada (cerca de 88,7 milhões de pessoas a partir de 2006), seguido pelo inglês, italiano e francês. O inglês é de longe a língua estrangeira mais falada, e mais de metade da população (51%), com o alemão e o francês a seguir. 56% dos cidadãos europeus são capazes de se envolver numa conversa numa língua diferente da sua língua materna.
A maioria das línguas oficiais do bloco europeu pertence à família de línguas indo-europeias, exceto o estoniano, o finlandês e o húngaro, que pertencem à família de línguas urálicas, e o maltês, que é uma língua afro-asiática. A maioria das línguas oficiais da União estão escritas no alfabeto latino com exceção do búlgaro, escrito no alfabeto cirílico, e do grego, escrito no alfabeto grego.
Além das línguas oficiais, existem cerca de 150 outras línguas regionais e/ou minoritárias faladas por cerca de 50 milhões de pessoas. Destas, somente as línguas regionais espanholas, irlandesas e galesas, podem ser utilizadas pelos cidadãos na comunicação com as principais instituições europeias.
Embora os programas da União Europeia possam apoiar as línguas regionais e minoritárias, a proteção dos direitos linguísticos é uma questão definida por cada Estado-membro individual. Embora a população de falantes do romani seja o triplo que de falantes de galês (apesar da Porajmos), a história do povo roma (ciganos) na Europa é de sete longos séculos, onde a sua língua não é oficial em qualquer Estado do bloco.
Além das muitas línguas regionais, uma grande variedade de línguas doutras partes do mundo são faladas por comunidades de imigrantes nos Estados-membros, como o turco, por exemplo. Muitos idosos das comunidades de imigrantes são bilíngues, sendo fluentes em ambas as línguas, a local e a de origem. As línguas dos migrantes não têm qualquer estatuto formal ou reconhecimento na União Europeia, embora a partir de 2007 fossem elegíveis para o apoio do ensino da língua parte do bloco.

## Política
A União Europeia opera dentro as competências conferidas pelos tratados e de acordo com o princípio da subsidiariedade (que determina que a ação da UE só deve ser tomada quando um objetivo não pode ser suficientemente realizados pelos Estados-membros individualmente). Leis feitas pelas instituições da UE são passadas em uma variedade de formas. De modo geral, elas podem ser classificadas em dois grupos: aquelas que entrarão em vigor sem a necessidade de medidas nacionais de execução e aquelas que exigem especificamente medidas nacionais de execução.

### Natureza constitucional
A classificação da União Europeia nos termos do direito internacional ou constitucional tem sido muito debatida, muitas vezes à luz do grau de integração que é percebido, desejado ou esperado pelos seus membros. Historicamente, a UE é uma organização internacional e, de acordo com alguns critérios, poderia ser classificada como uma confederação, mas também tem muitos atributos de uma federação, sendo que alguns chegam a classificá-la como uma federação (de facto) de Estados. Por esta razão, a organização, no passado, foi denominada como uma instituição sui generis ("única no seu género"), embora também se argumente que esta designação já não é aplicável atualmente.
A própria organização tem tradicionalmente usado os termos "comunidade" e, posteriormente, "união" para se referir a si mesma. As dificuldades de classificação envolvem a diferença entre o direito nacional (onde os assuntos da lei incluem pessoas físicas e jurídicas) e o direito internacional (onde os temas incluem os Estados soberanos e as organizações internacionais), mas também podem ser vistas à luz das diferentes tradições constitucionais norte-americanas e europeias. Especialmente nos termos da tradição constitucional europeia, o termo federação é equiparado a um Estado federal soberano no direito internacional; logo a UE não pode ser chamada de Estado federal ou federação, ao menos sem ter essa qualificação. Apesar de não ser, propriamente, uma federação, a União Europeia é mais do que apenas uma associação de comércio livre. No entanto, a organização é descrita como sendo uma instituição baseada num modelo federativo. Walter Hallstein, na edição original alemã da Europe in the Making chamou a UE de "um estado federal inacabado". O Tribunal Constitucional Alemão refere-se à União Europeia como uma associação de Estados soberanos e afirma que para tornar a UE uma federação seria necessário substituir a constituição alemã. Outros afirmam que o bloco não vai se transformar num Estado federal, mas atingiu a maturidade como uma organização internacional.

### Governo e instituições
A União Europeia tem sete instituições: o Parlamento Europeu, o Conselho da União Europeia, a Comissão Europeia, o Conselho Europeu, o Banco Central Europeu, o Tribunal de Justiça da União Europeia e o Tribunal de Contas Europeu. Competências no controlo e em alterações na legislação são divididas entre o Parlamento e o Conselho da União Europeia, enquanto as tarefas executivas são levadas a cabo pela Comissão Europeia e num capacidade limitada pelo Conselho Europeu (que não deve ser confundido com o Conselho da União Europeia). A política monetária da Zona Euro é governada pelo Banco Central Europeu. A interpretação, a aplicação da legislação da UE e os tratados são assegurados pelo Tribunal de Justiça da União Europeia. O orçamento da UE é analisado pelo Tribunal de Contas Europeu. Há também uma série de órgãos auxiliares que aconselham a UE ou operam numa área específica.
| Parlamento Europeu - Poder legislativo (semelhante a uma câmara baixa) - | | Conselho Europeu - Define ímpeto e direção - | | Conselho da União Europeia - Poder legislativo (semelhante a uma câmara alta) - |  | Comissão Europeia - Poder executivo - |  |  |
| European Parliament | Members of the European Council 2011 | EU Council room | Sede da Comissão Europeia |                                                                                 |  |                                       |  |  |
| - atua juntamente com o Conselho como o poder legislativo - partilha com o Conselho o poder orçamental e decide em última instância sobre o orçamento geral da União Europeia - exerce o controlo democrático sobre as instituições da UE, incluindo a Comissão Europeia e nomeia os membros da Comissão - sede e sessões plenárias em Estrasburgo, Secretaria-Geral em Luxemburgo e reuniões principalmente em Bruxelas | - cimeira dos chefes de governo, liderado pelo Presidente do Conselho Europeu - dá o impulso necessário para o desenvolvimento e define os objectivos e as prioridades gerais - não legisla - sediado em Bruxelas | - atua junto com o Parlamento como poder legislativo - exerce, juntamente com o Parlamento, o poder orçamental - assegura a coordenação da ampla política económica e social e estabelece diretrizes para a Política Externa e de Segurança Comum da União Europeia (PESC) - concluí acordos internacionais - sediado em Bruxelas | - é o "governo" - apresenta propostas de novas legislações ao Parlamento e ao Conselho - implementa a política da UE e administra o orçamento - garante a conformidade com Lei da UE - negocia tratados internacionais - sediado em Bruxelas |                                                                                 |  |                                       |  |  |
| | | | |                                                                                 |  |                                       |  |  |

| | Tribunal de Justiça da União Europeia - Poder judiciário -                                                                               | | Tribunal de Contas Europeu - Auditoria contábil - |  | Banco Central Europeu - Política monetária (banco central) - |  |
| ECJ room | ECA building | Banco Central Europeu |                                                   |  |                                                              |  |
| - garante uniformidade de intepretação da Lei da UE - tem o poder de decidir disputas legais entre os Estados-membros, instituições, empresas e indivíduos da UE - sediado em Luxemburgo | - examina o uso adequado das receitas e despesas das instituições da UE (ver também Orçamento da União Europeia) - sediado em Luxemburgo | - forma em conjunto com os bancos centrais nacionais o Sistema Europeu de Bancos Centrais e determina, assim, a política monetária da UE - garante a estabilidade de preços em da Zona Euro, controlando a oferta de dinheiro - sediado em Frankfurt |                                                   |  |                                                              |  |

### Conselho Europeu

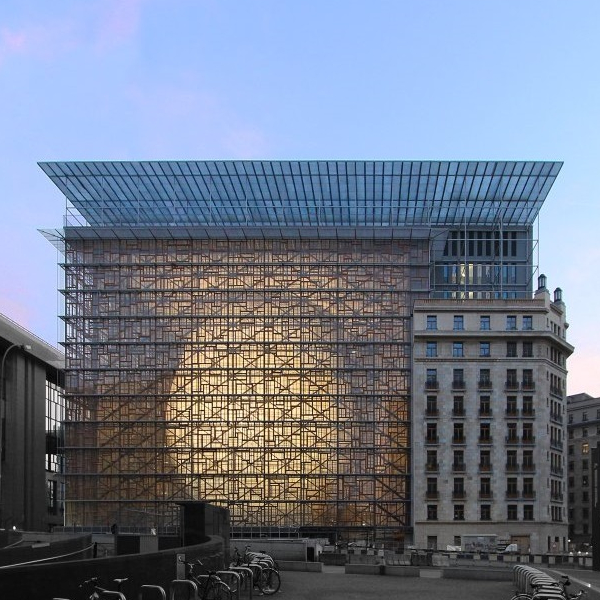
Nova sede do Conselho Europeu em Bruxelas, Bélgica

O Conselho Europeu fornece as principais diretrizes da UE e reúne-se no mínimo quatro vezes por ano. É composto pelo Presidente do Conselho Europeu, o Presidente da Comissão Europeia e por um representante de cada Estado-membro do bloco (ou pelo seu chefe de Estado ou chefe de governo). O Conselho Europeu tem sido descrito por alguns como a "suprema autoridade política" da União Europeia. A instituição é ativa no envolvimento em negociação sobre alterações de tratados, além de definir a agenda política e as estratégias da UE.
O Conselho Europeu usa o seu papel de liderança dentro da UE para resolver disputas entre os Estados-membros e as instituições, e para resolver crises políticas e discordâncias sobre questões controversas e políticas entre os países. Este age externamente como uma espécie de "chefe de Estado coletivo" e ratifica documentos importantes (por exemplo, acordos e tratados internacionais).
Em 19 de novembro de 2009, Herman Van Rompuy foi escolhido como o primeiro presidente permanente do Conselho Europeu, assumindo o cargo a 1 de dezembro de 2009, com a entrada em vigor do Tratado de Lisboa. Assegurar a representação externa da União Europeia, a condução do consenso e da solução das divergências entre os membros são tarefas do presidente, tanto durante as convocações do Conselho Europeu como nos períodos entre as reuniões da instituição. O Conselho Europeu não deve ser confundido com o Conselho da Europa, uma organização internacional independente da UE.

### Comissão
A Comissão Europeia é uma instituição politicamente independente que representa e defende os interesses da União como um todo, propõe legislação, políticas e programas de ação, e é responsável pela execução das decisões do Parlamento e do Conselho da UE. É o órgão com poder executivo e de iniciativa.

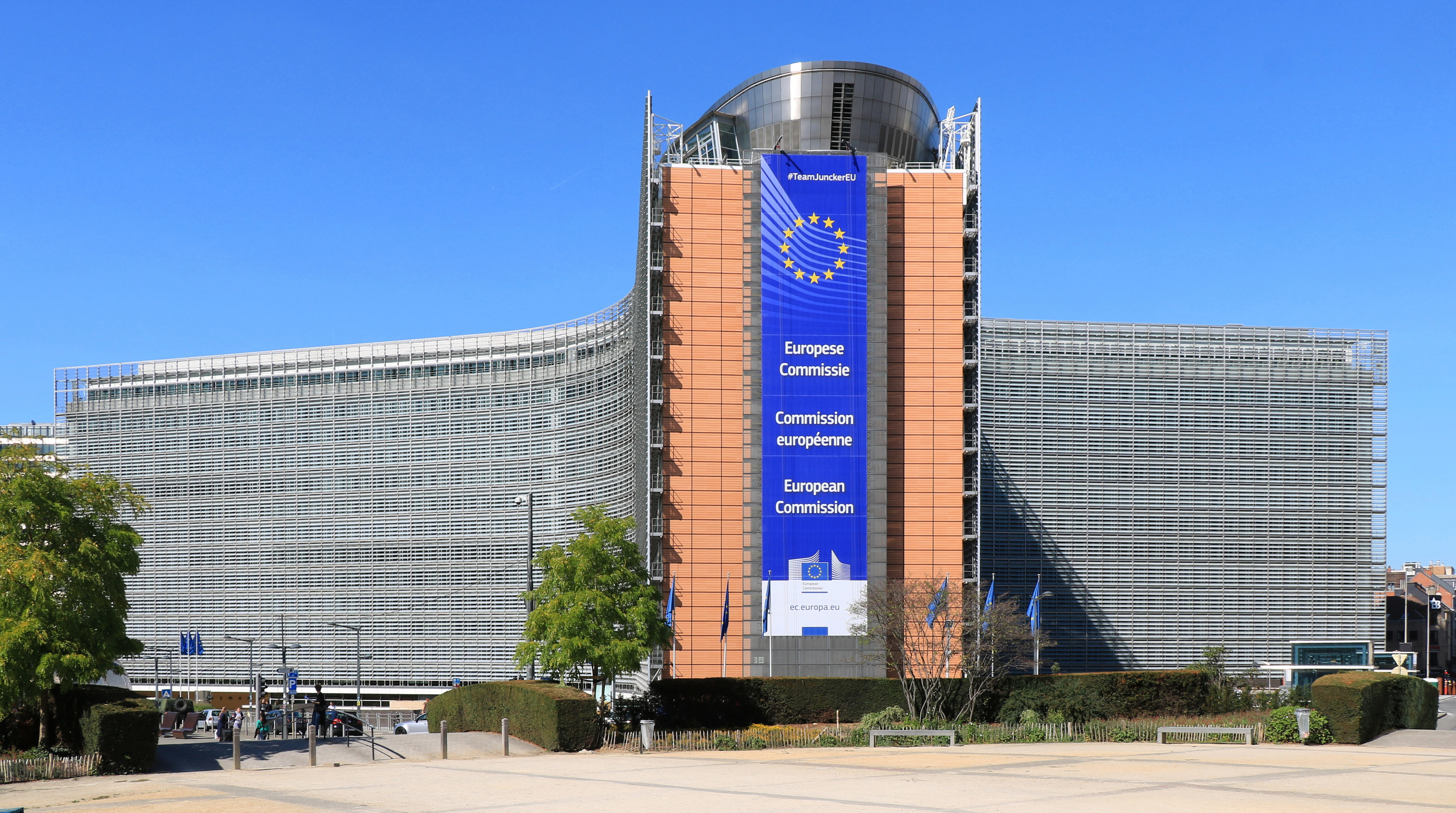
Edifício Berlaymont, a sede da Comissão Europeia, em Bruxelas

Os documentos produzidos pela Comissão (basicamente os "livros brancos") e os tratados estabelecidos, têm certos princípios. A eles antecedem um grande número de decisões. Dois princípios orientam a tomada de decisões na UE após o Tratado de Maastricht: o princípio da subsidiariedade e o princípio da proporcionalidade.
Um dos 27 comissários que compõem o órgão é o Presidente da Comissão Europeia (atualmente Ursula von der Leyen) nomeada pelo Conselho Europeu. Depois do Presidente, o Comissário mais proeminente é o Alto Representante da União para os Negócios Estrangeiros e a Política de Segurança, que é ex officio o Vice-Presidente da Comissão e também é escolhido pelo Conselho Europeu. Os outros 25 comissários são posteriormente nomeados pelo Conselho da União Europeia, de acordo com o presidente nomeado. Os 27 comissários como um único corpo estão sujeitos a um voto de aprovação no Parlamento Europeu.
O presidente da Comissão Europeia participa nas reuniões do Conselho Europeu. No fim das cimeiras, o Conselho Europeu realiza as suas conclusões em relatórios para a Comissão Europeia. Por seu lado, o Conselho Europeu atribui a cada Estado-membro, um número de votos que determinam a adoção de disposições legislativas ou que não votem.

### Parlamento

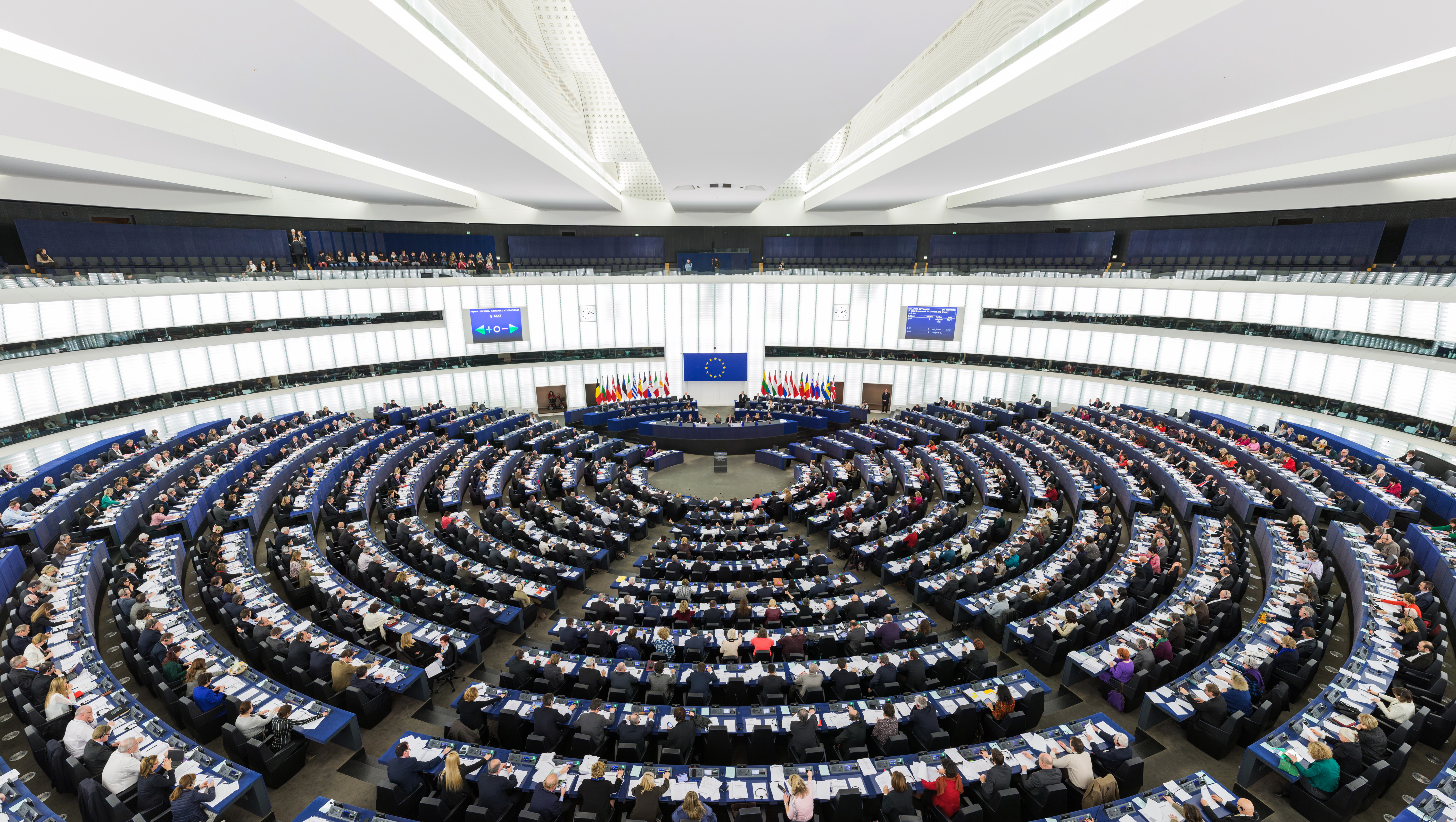
Parlamento Europeu em Estrasburgo, em França

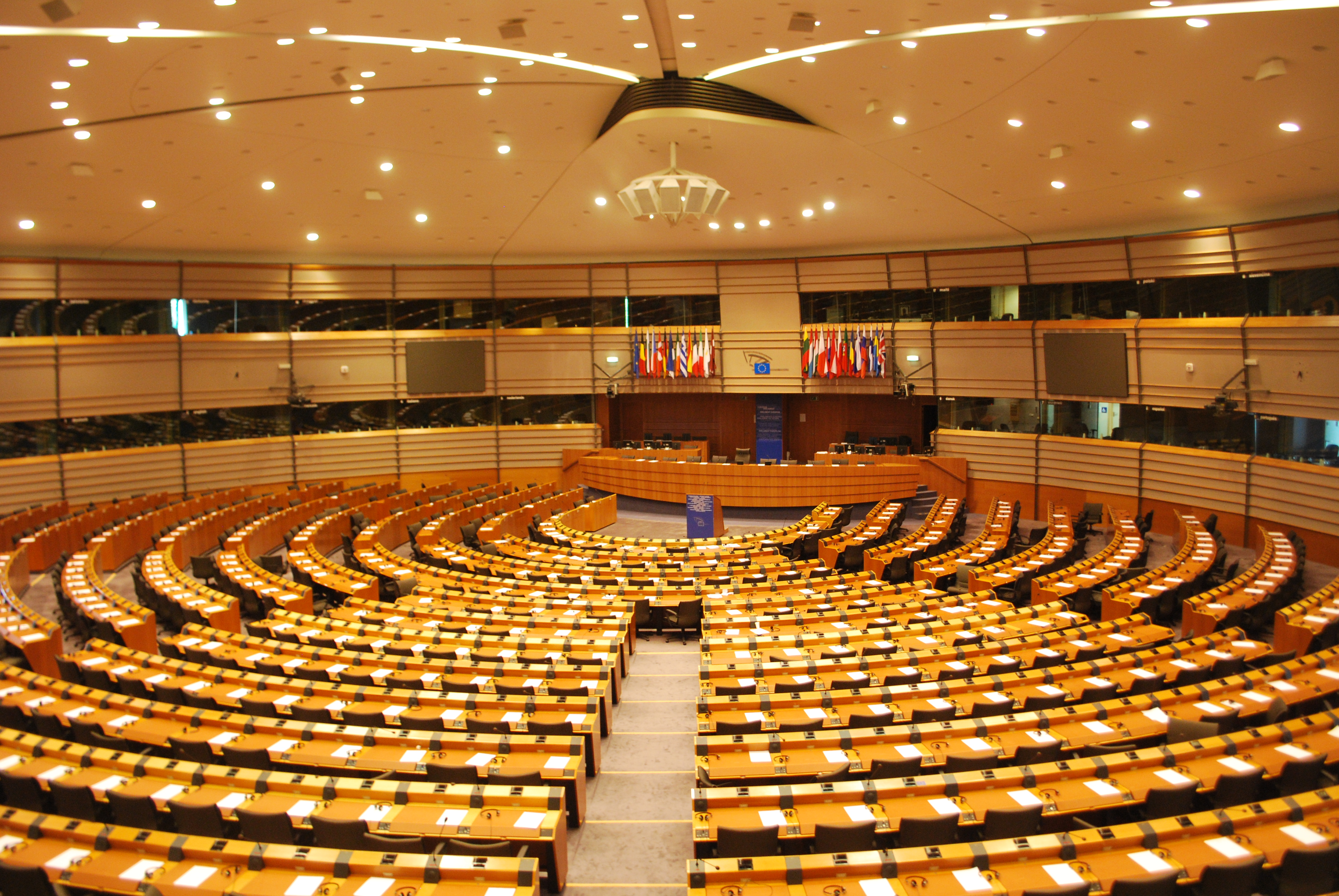
Parlamento europeu em Bruxelas, na Bélgica

O Parlamento Europeu (PE) é a assembleia parlamentar do bloco, eleita por sufrágio universal direto pelos cidadãos da União Europeia. Assim, como a única instituição eleita pelos cidadãos, o Parlamento Europeu tem um grande peso: um mero órgão consultivo no início, o PE assumiu um forte poder de codecisão, em paridade com o Conselho de Ministros em muitas questões. Desta forma, a partir de 2004, o Parlamento pode influenciar a nomeação na Comissão Europeia. A sua representatividade, no entanto, permanece minada por taxas de abstenção nas eleições de deputados, geralmente mais elevada do que nas eleições nacionais.
No seu discurso antes da Conferência de Nice, Joschka Fischer, então Ministro das Relações Exteriores da Alemanha, chamou à atenção para uma simplificação da União Europeia. Uma dessas ideias centrais era a abolição da escravidão da estrutura em pilares e substituí-la com uma concentração numa pessoa jurídica para a União Europeia. Esta ideia foi incluída no Tratado de Lisboa, que entrou em vigor a 1 de dezembro de 2009.
O parlamento compõe metade da legislatura da UE (a outra metade é o Conselho da União Europeia). Os 736 (em breve 751) membros do Parlamento Europeu são eleitos diretamente pelos cidadãos da UE a cada cinco anos com base no sistema de representação proporcional. Embora os deputados sejam eleitos com base nacional, sentam-se de acordo com os grupos políticos, em vez da sua nacionalidade. Cada país tem um número definido de assentos e é dividido em círculos eleitorais subnacionais, o que não afeta a natureza proporcional do sistema de votação.
O Parlamento Europeu e o Conselho da União Europeia compõem, em conjunto, a legislatura da UE em quase todas as áreas no âmbito do procedimento legislativo ordinário. Isto também se aplica ao orçamento da UE. Finalmente, a Comissão é responsável perante o Parlamento, exigindo a sua aprovação para assumir o cargo, ter que informá-lo, e sujeito a moções de censura a partir do mesmo. O Presidente do Parlamento Europeu realiza o papel de orador no parlamento e representa-o externamente. O Presidente e Vice-Presidente do PE são eleitos pelos deputados a cada dois anos e meio.

### Orçamento

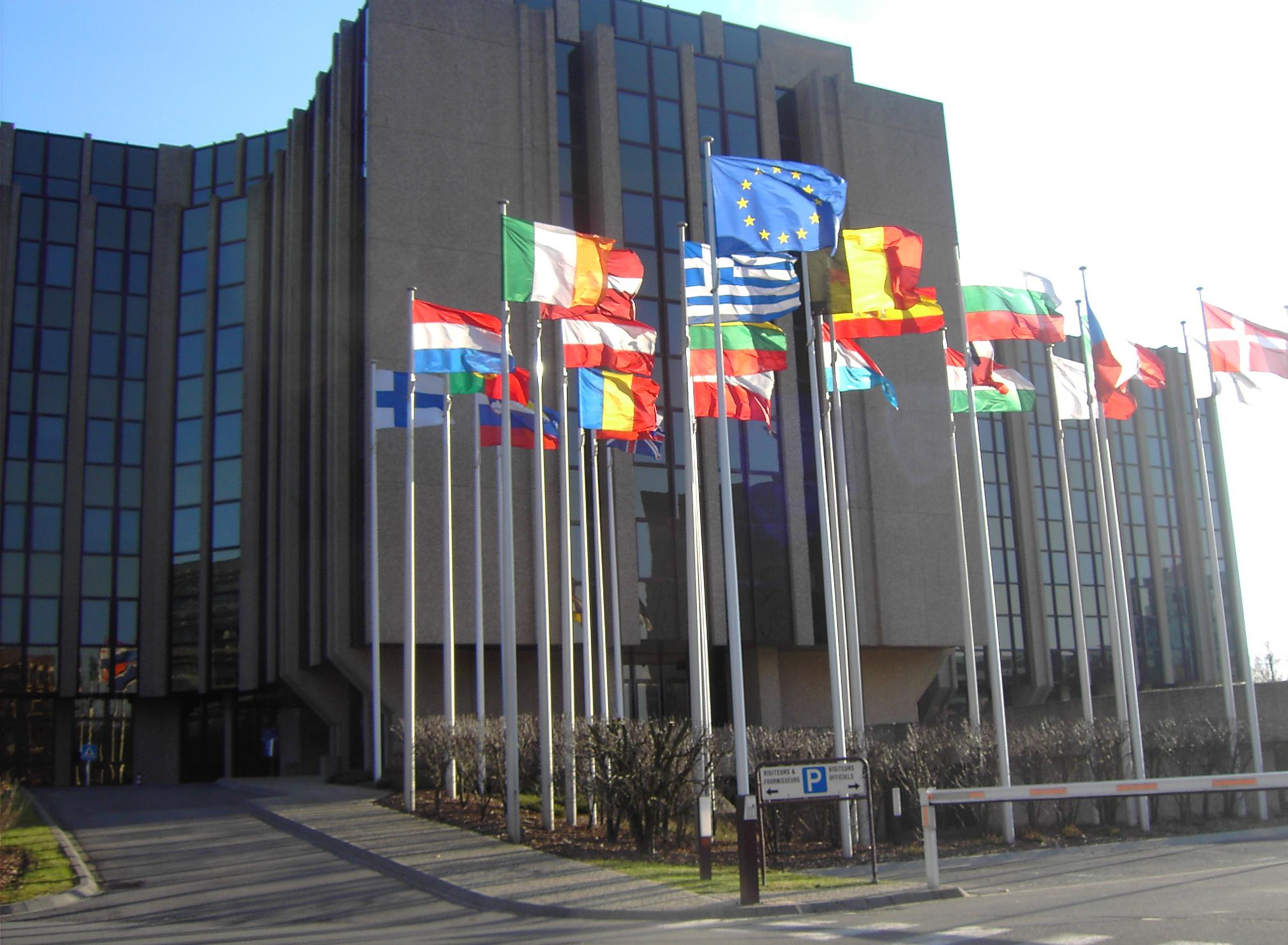
Sede do Tribunal de Contas Europeu, em Luxemburgo

A UE teve um orçamento aprovado de 120,7 mil milhões de euros para o ano de 2007 e de 864,3 mil milhões de euros para o período de 2007–2013, o que representa 1,10% e 1,05% da previsão do produto nacional bruto dos Estados-membros para o período. Em comparação, as despesas da França para 2004 foram estimadas em 801 mil milhões de euros. Em 1960, o orçamento da então Comunidade Económica Europeia era de 0,03% do PIB.
No orçamento de 141,5 mil milhões de euros de 2010, o maior item único de despesa foi a "coesão e competitividade", que respondeu por cerca de 45% do orçamento total. Em seguida, vem "agricultura", com aproximadamente 31% do total. "Desenvolvimento rural, do meio ambiente e das pescas" leva em torno de 11%. O item "administração" representa cerca de 6% dos gastos, enquanto os itens "UE como um parceiro global" e "cidadania, liberdade, segurança e justiça" respondem por cerca de 6% e 1% do orçamento, respectivamente.
O Tribunal de Contas tem por finalidade garantir que o orçamento da União Europeia tenha sido devidamente contabilizado. O tribunal fornece um relatório de auditoria contábil de cada exercício ao Conselho e ao Parlamento Europeu. O Parlamento usa isso para decidir se aprova o orçamento da Comissão. O Tribunal também dá opiniões e propostas sobre a legislação financeira e as ações antifraude.
O Tribunal de Contas é legalmente obrigado a fornecer ao Parlamento e ao Conselho "uma declaração de garantia quanto à fiabilidade das contas e à legalidade e regularidade das operações subjacentes". O Tribunal recusou-se a fazê-lo todos os anos desde 1993, qualificando o seu relatório de contas da União a cada ano desde então. Em seu relatório de 2009, os auditores constataram que cinco áreas de despesas da União, da agricultura e dos fundos de coesão, foram materialmente afetados por erros. A Comissão Europeia que o impacto financeiro das irregularidades foi 1,863 milhão de euros.

### Competências
Os Estados-membros da UE mantém todos os poderes não explicitamente entregues à União Europeia. Em algumas áreas, a UE goza de competência exclusiva. Estas são áreas em que os países-membros renunciaram a qualquer capacidade de legislar. Noutras áreas, a UE e os seus Estados-membros partilham a competência para legislar. Embora ambos possam legislar, os membros só podem legislar em assuntos em que a UE não tem esse poder. Noutras áreas políticas, a UE só pode coordenar, apoiar e complementar a ação do Estado-membro, mas não pode aprovar uma legislação com o objetivo de harmonizar as legislações nacionais.
Quando uma área política específica cai numa determinada categoria de competência não é necessariamente indicativo de qual o procedimento legislativo é usado para promulgar legislação dentro dessa área política. Procedimentos legislativos diferentes são usados dentro da mesma categoria de competência e até mesmo em uma mesma área política.
A distribuição de competências em diversas áreas políticas entre os Estados-Membros e a União é dividida nas três categorias seguintes:
| Competência exclusiva | | Competência partilhada |  | Competência apoiada |
| A UE tem competência exclusiva para formular diretrizes e celebrar acordos internacionais quando está contemplada num ato legislativo da União. | Os Estados-membros não podem exercer competência em áreas onde a União tem. | A União Europeia pode tomar medidas para apoiar, coordenar ou completar a ação dos Estados-membros. |  |                     |
| - A união aduaneira - O estabelecimento de regras de concorrência necessárias ao funcionamento do mercado interno - A política monetária dos Estados-membros cuja moeda seja o euro - A conservação dos recursos biológicos do mar no âmbito da Política Comum das Pescas - A política comercial | - O mercado interno - A política social para os aspectos definidos no presente Tratado - Economia, coesão social e territorial - A agricultura e pescas, com exceção da conservação dos recursos biológicos marinhos - Ambiente - A proteção dos consumidores - Transportes - Redes Transeuropeias - Energia - O espaço de liberdade, segurança e justiça - Normas comuns de segurança para a saúde pública, nos aspectos definidos no presente Tratado | - A proteção e a melhoria da saúde humana - Indústria - Cultura - Turismo - Educação, juventude, desporto e formação profissional - A proteção civil (prevenção de desastres) - A cooperação administrativa |  |                     |

### Política interna

Espaço Schengen
Países com fronteiras abertas
Países obrigados legalmente a aderir

Desde a criação da UE em 1993, o bloco tem desenvolvido as suas competências na área da justiça e política interna inicialmente num nível intergovernamental e mais tarde no supranacionalismo. Para este objetivo, agências têm sido estabelecidas para coordenar ações associadas: a Europol para a cooperação das forças policiais, a Eurojust para a cooperação entre os ministérios públicos e a Frontex para a cooperação entre as autoridades de controlo das fronteiras. A UE também opera o Sistema de Informação de Schengen, que fornece uma base de dados comum para a polícia e as autoridades de imigração. Esta cooperação teve que ser desenvolvido especialmente com o advento da abertura das fronteiras através do Acordo de Schengen e a criminalidade transfronteiriça.
Além disso, a União legisla em áreas como a extradição, direito de família, lei de asilo e de justiça criminal. Proibições contra a discriminação sexual e de nacionalidade têm uma longa história nos tratados do bloco. Recentemente, estes têm sido complementados por poderes de legislar contra a discriminação baseada em raça, religião, deficiência, idade e orientação sexual. Em virtude desses poderes, a UE adotou uma legislação única em matéria de discriminação sexual em local de trabalho, discriminação por idade e discriminação racial.

### Relações internacionais

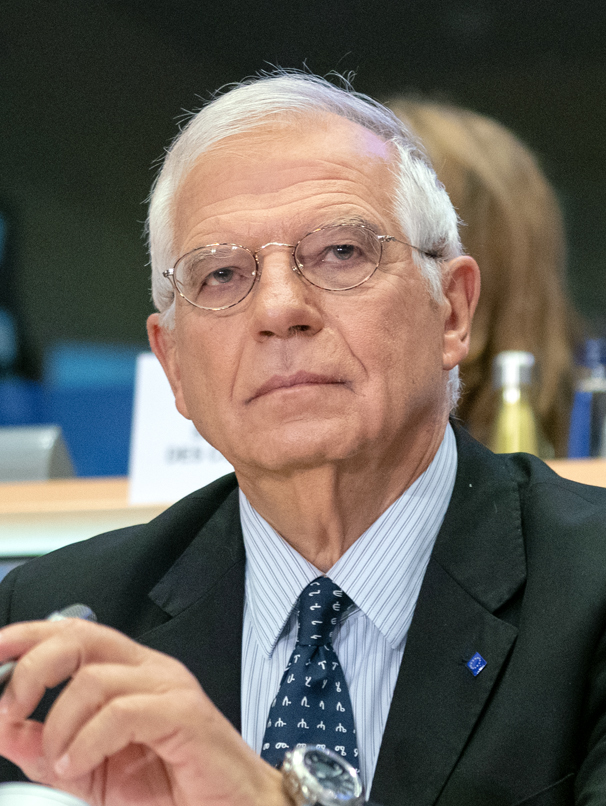
Josep Borrell, o Alto Representante da União para os Negócios Estrangeiros e a Política de Segurança

A política externa de cooperação entre os Estados-membros data desde a criação da Comunidade em 1957, quando os membros negociaram como um bloco em negociações comerciais internacionais no âmbito da política comercial comum. Os passos para uma forma mais abrangente da coordenação nas relações exteriores começaram em 1970, com o estabelecimento da Cooperação Política Europeia (CPE) que criou um processo de consulta informal entre os Estados-membros com o objectivo de formar políticas externas comuns. No entanto, apenas em 1987 a CPE foi introduzida em uma base formal do Acto Único Europeu. A CPE foi rebatizada para Política Externa e de Segurança Comum da União Europeia (PESC) pelo Tratado de Maastricht.
Os objetivos da PESC são os de promover os interesses próprios da União Europeia e os da comunidade internacional como um todo, incluindo a promoção da cooperação internacional, do respeito pelos direitos humanos, a democracia e o Estado de direito. A PESC exige unanimidade entre os Estados-membros sobre a política apropriada a seguir sobre qualquer assunto em particular. A unanimidade e questões complexas são tratadas no âmbito da PESC, por vezes, pode levar a desentendimentos, como os que ocorreram durante a Guerra do Iraque.
O coordenador e representante da PESC na UE é o Alto Representante da União para os Negócios Estrangeiros e a Política de Segurança (cargo atualmente ocupado por Catherine Ashton), que fala em nome da UE em assuntos relacionados sobre a política externa e a defesa e tem a tarefa de articular as posições expressas pelos Estados-membros sobre estas áreas em um alinhamento comum. O Alto Representante dirige o Serviço Europeu de Ação Externa (SEAE), um departamento exclusivo da UE que foi oficialmente implementado em 1 de dezembro de 2010, por ocasião do primeiro aniversário da entrada em vigor do Tratado de Lisboa. O SEAE atua como um Ministério das Relações Exteriores e como um corpo diplomático da União Europeia.
Além da política internacional emergente da União Europeia, a influência internacional da UE também é sentida através do alargamento dos seus Estados-membros. Os benefícios percebidos de se tornar um membro da UE atuam como um incentivo para o início de reformas políticas e económicas nos países que desejam cumprir os critérios de adesão à UE e são considerados um fator importante que contribui para a reforma das nações que já foram comunistas, principalmente na Europa Oriental. Esta influência nos assuntos internos de outros países é geralmente referido como soft power, em oposição ao militar hard power.

### Forças armadas
A União Europeia não tem um exército unificado. Os antecessores da União Europeia não conceberam como uma forte aliança militar porque a Organização do Tratado do Atlântico Norte (NATO) era amplamente vista como adequada e suficiente para os fins de defesa do continente. Vinte e dois dos membros da UE são também membros da NATO, enquanto os demais Estados-membros seguem políticas de neutralidade. A União da Europa Ocidental, uma aliança militar com uma cláusula de defesa mútua, foi dissolvida em 2010, visto que a sua função foi transferida para a UE. De acordo com o Stockholm International Peace Research Institute (SIPRI), a França gastou mais de 44 mil milhões de euros (59 mil milhões de dólares) na área de defesa em 2010, colocando-a em terceiro lugar no mundo após Estados Unidos e China.

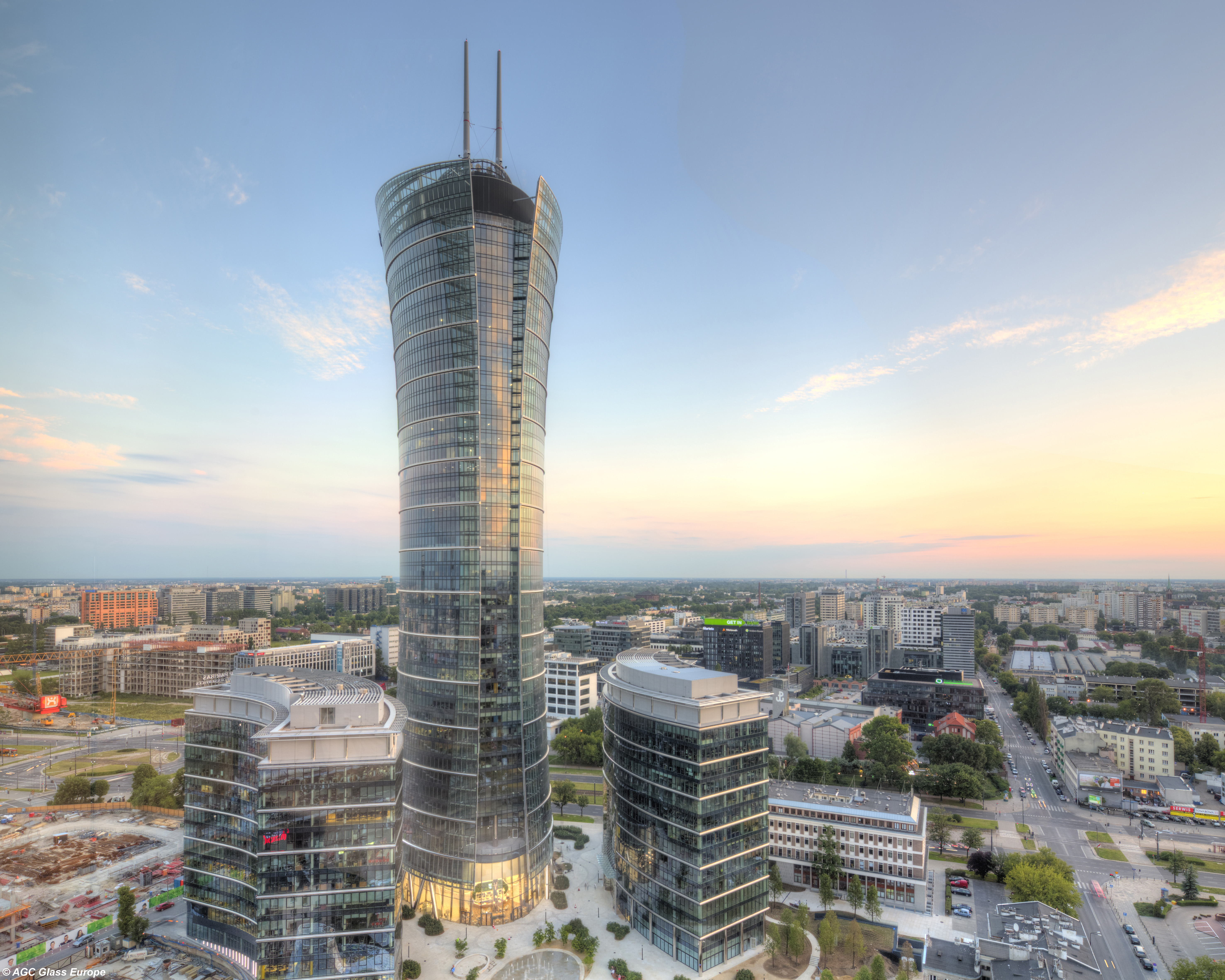
Sede da Frontex em Varsóvia, na Polónia

A França é a maior potência militar da UE, sendo oficialmente reconhecida como uma potência nuclear e que detêm assento permanente no Conselho de Segurança das Nações Unidas.
Após a Guerra do Cosovo, em 1999, o Conselho Europeu decidiu que "a União deve ter a capacidade de acção autónoma, apoiada por forças militares credíveis, de meios para decidir usá-los e disponibilidade para o fazer, a fim de responder às crises internacionais, sem prejuízo das acções da NATO." Para esse fim, foi feita uma série de esforços para aumentar a capacidade militar da União Europeia, nomeadamente o processo do Objectivo Global de Helsínquia. Depois de muita discussão, o resultado mais concreto foram os grupos de combate da UE, cada um dos quais está previsto para ser capaz de implantar rapidamente cerca de 1 500 soldados.
Forças da UE foram mobilizadas em missões de manutenção da paz na África, nos Balcãs e no Sudoeste Asiático. As operações militares da UE são apoiados por uma série de organismos, como a Agência Europeia de Defesa, o Centro de Satélites da União Europeia e o Estado-Maior da União Europeia. Em uma UE composta por 28 membros, a segurança e a defesa dependem de uma substancial cooperação e de uma grande poder de cooperação.

### Ajuda humanitária

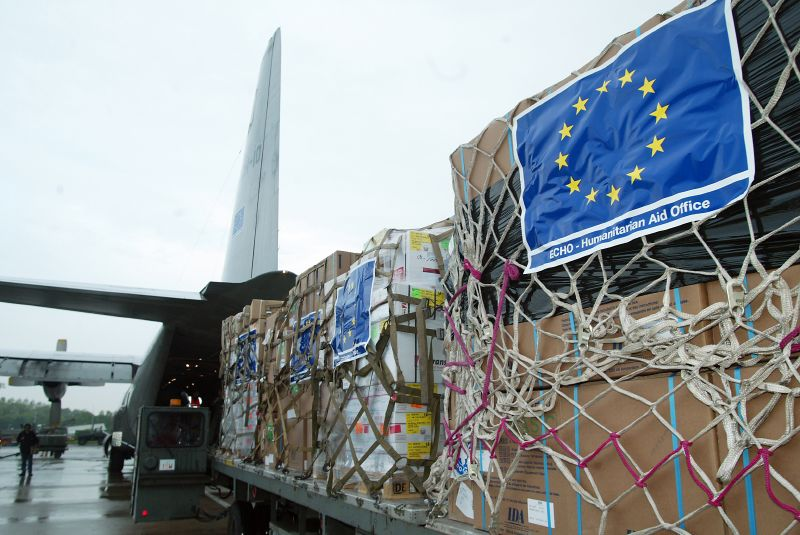
Coletivamente, a União Europeia é o maior contribuidor em matéria de ajuda humanitária no mundo

A Comunidade Europeia de Ajuda Humanitária, ou ECHO, prevê ajuda humanitária da UE para países em desenvolvimento. Em 2006, o seu orçamento ascendeu a 671 milhões de euros, 48% dos quais foram para os países de África, das Caraíbas e do Pacífico. Contando com as próprias contribuições da UE e dos seus Estados-membros em conjunto, a UE é o maior doador de ajuda no mundo.
A ajuda humanitária é financiado diretamente pelo orçamento (70%), como parte dos instrumentos financeiros para a ação externa e também pelo Fundo Europeu de Desenvolvimento (30%). O financiamento da acção externa da UE está dividida em instrumentos "geográficos" e "temáticos". Os instrumentos "geográficos" fornecem ajuda através do Instrumento de Cooperação para o Desenvolvimento, que deve passar de 95% do seu orçamento na ajuda externa ao desenvolvimento (APD), e do Instrumento Europeu de Vizinhança e Parceria (IEVP), que contém alguns programas relevantes. O Fundo Europeu de Desenvolvimento é composto por contribuições voluntárias dos Estados-membros, mas há pressão para fundir o FED ao orçamento dos instrumentos financiados para incentivar o aumento das contribuições para coincidir com a meta de 0,7% e para que o Parlamento Europeu possa fazer uma maior fiscalização.
A ajuda da UE tem sido criticada pela think tank eurocética Open Europe por ser ineficiente, mal orientada e ligada a objetivos económicos. Além disso, algumas instituições de caridade reivindicaram aos Governos europeus o aumento do montante que gastaram em ajudas, por incorretamente incluir o dinheiro gasto no apoio a pessoas endividadas, estudantes estrangeiros e refugiados. Sob números inflacionados, a UE como um todo não atingiu o seu objetivo de ajuda interna em 2006, e não é esperado atingir a meta internacional de 0,7% do produto nacional bruto (PNB) até 2015.
No entanto, quatro países já alcançaram essa meta, nomeadamente a Suécia, o Luxemburgo, os Países Baixos e a Dinamarca. Em 2005, a ajuda da UE foi de 0,34% do PIB, maior do que a dos Estados Unidos ou do Japão.

### Tratados e sistema jurídico
A União Europeia é baseada em uma série de tratados. Os primeiros acordos estabeleceram a Comunidade Europeia e a própria UE, e, em seguida, ocorreram alterações nos tratados fundadores. Esses tratados têm o poder de estabelecer metas políticas gerais e instituições com os poderes legais necessários para implementar essas metas. Esses poderes legais incluem a capacidade de aprovar uma legislação, o que pode afetar diretamente todos os Estados-membros e as suas respetivas populações. A UE tem personalidade jurídica, com o direito de assinar acordos e tratados internacionais.
Em virtude do princípio do primado, os tribunais nacionais são obrigados a cumprir os tratados que os Estados-membros ratificaram e, assim, as leis promulgadas sob eles, mesmo que isso os obrigue a ignorar a lei nacional e (dentro de certos limites) até as suas disposições constitucionais.
| Assinado Em vigor Tratado          | 1948 Tratado de Bruxelas                                        | 1951 1952 Tratado de Paris      | 1954 1955 Modificações no Tratado de Bruxelas | 1957 1958 Tratado de Roma                     | 1965 1967 Tratado de Fusão                    | 1975 N/A Conclusão do Conselho Europeu        | 1985 Tratado de Schengen                     | 1986 1987 Ato Único Europeu                  | 1992 1993 Tratado de Maastricht              | 1992 1993 Tratado de Maastricht | 1997 1999 Tratado de Amesterdão | 2001 2003 Tratado de Nice | 2007 2009 Tratado de Lisboa | 2007 2009 Tratado de Lisboa |  |
|                                    |                                                                 |                                 |                                               |                                               |                                               |                                               |                                              |                                              |                                              |                                 |                                 |                           |                             |                             |  |
| Os Três Pilares da União Europeia: |                                                                 |                                 |                                               |                                               |                                               |                                               |                                              |                                              |                                              |                                 |                                 |                           |                             |                             |  |
| Comunidades Europeias              |                                                                 |                                 |                                               |                                               |                                               |                                               |                                              |                                              |                                              |                                 |                                 |                           |                             |                             |  |
|                                    | Comunidade Europeia da Energia Atómica (EURATOM)                |                                 |                                               |                                               |                                               |                                               |                                              |                                              |                                              |                                 |                                 |                           |                             |                             |  |
|                                    |                                                                 |                                 | Comunidade Europeia do Carvão e do Aço (CECA) | Comunidade Europeia do Carvão e do Aço (CECA) | Comunidade Europeia do Carvão e do Aço (CECA) | Comunidade Europeia do Carvão e do Aço (CECA) | Tratado expirou em 2002                      | Tratado expirou em 2002                      | Tratado expirou em 2002                      |                                 | União Europeia (UE)             | União Europeia (UE)       |                             |                             |  |
|                                    |                                                                 |                                 | Comunidade Económica Europeia (CEE)           |                                               |                                               |                                               |                                              |                                              |                                              |                                 | União Europeia (UE)             | União Europeia (UE)       |                             |                             |  |
|                                    |                                                                 |                                 |                                               | Acordo de Schengen                            |                                               |                                               | Comunidade Europeia (CE)                     | Comunidade Europeia (CE)                     |                                              |                                 | União Europeia (UE)             | União Europeia (UE)       |                             |                             |  |
|                                    |                                                                 | TREVI                           | TREVI                                         | TREVI                                         | Justiça e Assuntos Internos (JHA)             |                                               | Comunidade Europeia (CE)                     | Comunidade Europeia (CE)                     |                                              |                                 | União Europeia (UE)             | União Europeia (UE)       |                             |                             |  |
|                                    | Cooperação entre Polícia e Justiça em Matérias Criminais (PJCC) | TREVI                           | TREVI                                         | TREVI                                         | Justiça e Assuntos Internos (JHA)             |                                               |                                              |                                              |                                              |                                 | União Europeia (UE)             | União Europeia (UE)       |                             |                             |  |
|                                    |                                                                 |                                 |                                               |                                               | Cooperação Política Europeia (CPE)            | Política Externa e de Segurança Comum (CFSP)  | Política Externa e de Segurança Comum (CFSP) | Política Externa e de Segurança Comum (CFSP) | Política Externa e de Segurança Comum (CFSP) |                                 | União Europeia (UE)             | União Europeia (UE)       |                             |                             |  |
| Organismos não consolidados        | Organismos não consolidados                                     | União da Europa Ocidental (UEO) | União da Europa Ocidental (UEO)               | União da Europa Ocidental (UEO)               | União da Europa Ocidental (UEO)               | União da Europa Ocidental (UEO)               | União da Europa Ocidental (UEO)              |                                              |                                              |                                 |                                 | União Europeia (UE)       |                             |                             |  |
| Organismos não consolidados        | Organismos não consolidados                                     | União da Europa Ocidental (UEO) | União da Europa Ocidental (UEO)               | União da Europa Ocidental (UEO)               | União da Europa Ocidental (UEO)               | União da Europa Ocidental (UEO)               | União da Europa Ocidental (UEO)              | Tratado encerrado em 2011                    |                                              |                                 |                                 |                           |                             |                             |  |
|                                    |                                                                 |                                 |                                               |                                               |                                               |                                               |                                              |                                              |                                              |                                 |                                 | v d e                     |                             |                             |  |

#### Tribunais de Justiça
O poder judiciário da UE — formalmente chamado de Tribunal de Justiça da União Europeia — é composto por três órgãos: o Tribunal de Justiça, o Tribunal Geral e o Tribunal da Função Pública da União Europeia. Juntos, eles interpretam e aplicam os tratados e o direito da União Europeia. O Tribunal de Justiça lida principalmente com casos relacionados ao Estados-membros, às instituições e aos casos que se referem a ele pelos tribunais dos Estados-membros. O Tribunal Geral lida principalmente com casos relacionados com indivíduos e empresas diretamente perante os tribunais da UE e o Tribunal da Função Pública da União julga os litígios entre a União Europeia e o seu serviço público. As decisões do Tribunal Geral podem ser objeto de recurso para o Tribunal de Justiça, mas apenas em questões de direito.

#### Direitos fundamentais
Os tratados declaram que a própria UE é "fundada nos valores do respeito pela dignidade humana, liberdade, democracia, igualdade, Estado de direito e respeito pelos direitos humanos, incluindo os direitos das pessoas pertencentes a minorias (...) numa sociedade onde o pluralismo, a não discriminação, a tolerância, a justiça, a solidariedade e a igualdade entre mulheres e homens prevaleçam".

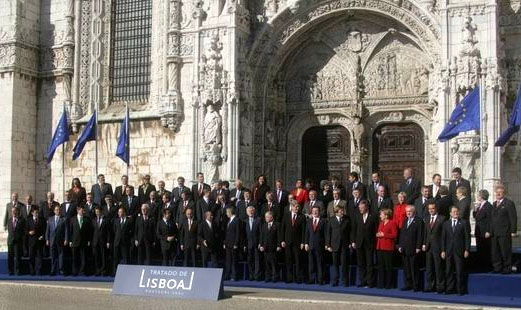
A última alteração à base constitucional da União Europeia foi o Tratado de Lisboa, que entrou em vigor em 2009

Em 2009, o Tratado de Lisboa deu efeito jurídico à Carta dos Direitos Fundamentais da União Europeia. A carta é um catálogo codificada dos direitos fundamentais contra o qual os atos jurídicos da UE podem ser julgados. Esta consolida muitos dos direitos que foram reconhecidos anteriormente pelo Tribunal de Justiça e que são derivados das "tradições constitucionais comuns aos Estados-membros." O Tribunal de Justiça reconheceu há muito tempo os direitos fundamentais, tendo, na ocasião, invalidado a legislação da UE com base no seu fracasso em aderir a esses direitos. A Carta dos Direitos foi elaborada em 2000.
Embora a UE seja independente do Conselho da Europa, as organizações partilham propósitos e ideias, especialmente no que concerna ao Estado de direito, direitos humanos e democracia. Além disso, a Convenção Europeia dos Direitos Humanos e a Carta Social Europeia, a fonte da lei da Carta dos Direitos Fundamentais, foram criadas pelo Conselho da Europa. A UE também promoveu as questões dos direitos humanos no mundo em geral. A União opõe-se à pena de morte e propôs a sua abolição em todo o mundo, sendo a sua abolição uma condição de adesão à UE.

#### Atos
Os principais atos jurídicos da UE vêm em três formas: regulações, diretivas e decisões. As regulações tornam-se lei em todos os Estados-membros no momento em que entram em vigor, sem a necessidade de quaisquer medidas de execução e substituem automaticamente disposições internas que possam ser conflitantes. As diretivas exigem que os Estados-membros alcancem um determinado resultado, deixando-lhes margem de manobra sobre como conseguir o resultado. Os detalhes de como eles devem ser implementados são deixadas aos Estados-membros. Quando o limite de tempo para a aplicação das diretivas, este pode, sob certas condições, ter efeito direto na legislação nacional contra os Estados-membros.
As decisões oferecem uma alternativa aos dois modos de legislação supracitados. São atos jurídicos que se aplicam apenas a indivíduos, empresas ou a um Estado-membro especificado. São mais frequentemente utilizadas em direito da concorrência, ou sobre as decisões relativas aos auxílios estatais, mas também são utilizadas para questões processuais ou administrativas no âmbito das instituições. Regulamentos, diretivas e decisões são de valor legal equivalente e aplicam-se sem qualquer hierarquia formal.

## Economia

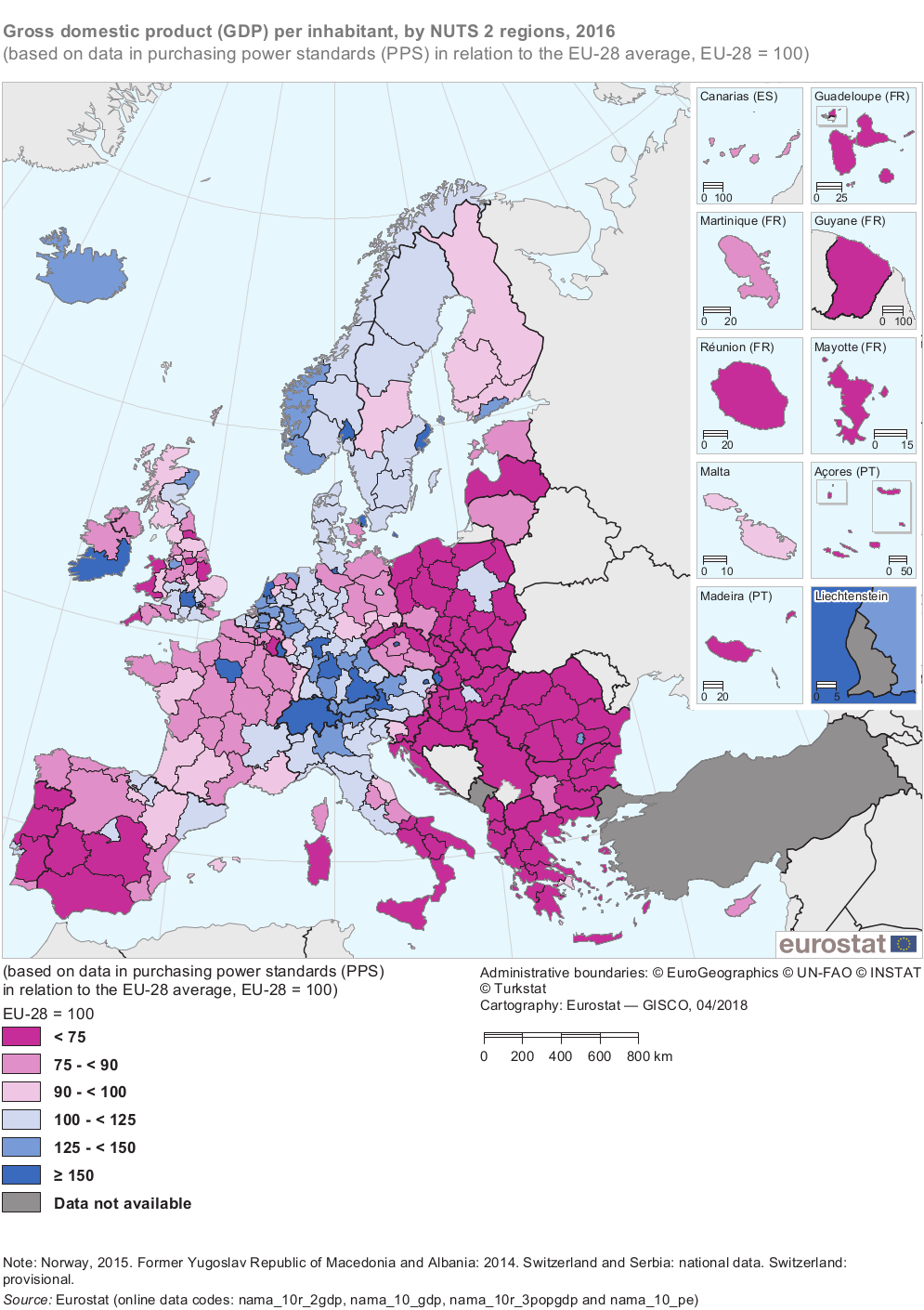
Regiões económicas da UE por PIB per capita por paridade do poder de compra (PPC)

A União Europeia estabeleceu um mercado único em todo o território de todos os seus membros. Uma união monetária, a Zona Euro, usando uma moeda única é composta por 18 Estados-membros. Em 2010, a UE gerou uma estimativa cerca de 26% (16,242 milhões de dólares internacionais) do produto interno bruto (PIB) global, tornando-se a maior economia do mundo. O bloco é o maior exportador e importador de bens e serviços, além de ser o maior parceiro comercial de vários grandes países como a China, Índia e Estados Unidos.
Das 500 maiores empresas do mundo classificadas pela sua receita (Fortune Global 500 em 2010), 161 têm a sua sede na UE. Em maio de 2007 o desemprego na UE era de 7%, enquanto que o investimento era de 21,4% do PIB, a inflação em 2,2% e o défice público em -0,9% do PIB.
Há uma variação significativa na receita anual per capita entre os países-membros da UE, sendo que estas podem variar entre 5 000 e 50 000 euros (de 7 000 a 69 000 dólares). A diferença entre as regiões mais ricas e mais pobres (271 NUTS-2 as regiões da Nomenclatura Comum das Unidades Territoriais Estatísticas) variou, em 2007, de 26% da média da UE-27, na região de Severozapaden, na Bulgária. Nas regiões ricas, Londres tinha uma receita de 83 200 euros em PPC per capita, Luxemburgo 68 500 euros e Bruxelas 55 000 euros, enquanto as regiões mais pobres, são Severozapaden com uma receita de 6 400 euros per capita PPC, Nord-Est (Roménia) e Severen tsentralen (Bulgária) com 6 600 euros e Yuzhen tsentralen (Bulgária) com 6 800 euros.
Os Fundos Estruturais e Fundos de Coesão estão a apoiar o desenvolvimento das regiões menos desenvolvidas da UE. Essas regiões estão localizadas principalmente nos novos Estados-membros do Centro-Leste da Europa. Vários fundos fornecem ajuda de emergência, apoio aos candidatos a membros para que estes transformem os seus países ao ponto de se adequarem à norma da UE e apoio à ex-repúblicas soviéticas da Comunidade de Estados Independentes.
- O maior avião de passageiros do mundo, o Airbus A380, construído pela empresa europeia Airbus SE, uma das principais fabricantes de aeronaves do mundo
- A indústria automobilística, como a italiana Lamborghini, é uma das atividades industriais mais duradouras na UE e representa milhões de empregos, milhares de milhão de euros em investimentos e uma grande parte das exportações do continente.
- O turismo é uma atividade económica importante na UE com um impacto abrangente no crescimento económico e no emprego. Na imagem, Praga, na Chéquia.
- Terminal de contentores do porto de Antuérpia, na Bélgica, o segundo maior porto marítimo da UE

### Mercado comum

O Espaço Económico Europeu:
União Europeia
Associação Europeia de Comércio Livre

Dois dos principais objetivos originais da Comunidade Económica Europeia eram o desenvolvimento de um mercado comum, posteriormente rebatizado de mercado único, e de uma união aduaneira entre os países membros. O mercado único implica a livre-circulação de bens, capitais, pessoas e serviços dentro da UE, enquanto a união aduaneira envolve a aplicação de uma tarifa externa comum a todas as mercadorias que entram no mercado comum. Uma vez que bens foram admitidos no mercado, eles não podem ser submetidos a direitos aduaneiros, impostos discriminatórios ou quotas de importação. Países que não são membros da UE, como Islândia, Noruega, Liechtenstein e Suíça participam no mercado único, mas não na união aduaneira. Metade do comércio na UE é abrangido pela legislação homogénea do bloco.
A livre circulação de capitais tem o objetivo de permitir o movimento de investimentos, tais como compras de bens e ações entre os países. Até a criação da união económica e monetária, o desenvolvimento das disposições de capital foi lento. Após o Tratado de Maastricht houve um rápido desenvolvimento da jurisprudência do Tribunal de Justiça da União Europeia sobre esta liberdade, que foi inicialmente negligenciada. A livre circulação de capitais é a única medida que é concedida igualmente a não membros.
A livre-circulação de pessoas significa que os cidadãos da UE podem circular livremente entre os Estados-membros para morar, trabalhar, estudar ou se aposentar noutro país. Tal exigiu a redução de formalidades administrativas e o reconhecimento das qualificações profissionais de outros Estados.
A livre-circulação de serviços permite aos trabalhadores não assalariados para se moverem entre os Estados-Membros para prestar serviços em caráter temporário ou permanente. Embora os serviços sejam responsáveis por 60% a 70% do PIB, a legislação dessa área não é tão desenvolvida como em outros temas. Esta lacuna foi abordada pela diretiva recentemente aprovada relativa aos serviços no mercado comum, que visa liberalizar a prestação de serviços transfronteiriços. De acordo com o tratado, a prestação de serviços é uma liberdade residual que só se aplica se não houver outra liberdade sendo exercida.

### União monetária
|                                        |  | |
| Zona Euro Outros Estados-membros da UE |  | Sede do Banco Central Europeu, instituição coordena a política monetária do bloco, em Frankfurt, Alemanha |

A criação de uma moeda única europeia tornou-se um objetivo oficial da Comunidade Económica Europeia em 1969. No entanto, foi somente com o advento do Tratado de Maastricht, em 1993, que os Estados-membros foram legalmente obrigados a iniciar a união monetária, o mais tardar a 1 de janeiro de 1999. Nesta data, o euro foi devidamente lançado por onze dos então quinze Estados-membros da UE. Manteve-se uma moeda contábil até 1 de janeiro de 2002, quando as notas e moedas de euro foram emitidas e começou a eliminação progressiva das moedas nacionais na zona do euro, que até então consistia em 12 Estados-membros. A Zona Euro (constituída pelos Estados-membros da UE que adotaram o euro) desde então cresceu para 18 países, sendo a Letónia o país mais recente que aderiu à moeda a 1 de janeiro de 2014.
Todos os outros Estados-membros da UE, com exceção da Dinamarca, são legalmente obrigados a aderir ao euro, quando os critérios de convergência forem atendidos, no entanto apenas alguns países estabeleceram datas para a adesão. A Suécia tem contornado a exigência para aderir ao euro por não cumprir os critérios de adesão.
O euro é projetado para ajudar a construir um mercado único, por exemplo: flexibilização de viagens de cidadãos e bens, eliminação de problemas de taxa de câmbio, proporcionando de transparência dos preços, criando um mercado financeiro único, a estabilidade dos preços e das taxas de juro baixas e proporcionando uma moeda usada internacionalmente e protegida contra choques pela grande quantidade de comércio interno na Zona Euro. Destina-se igualmente como um símbolo político de integração e de estímulo. Desde o seu lançamento, o euro tornou-se a segunda moeda de reserva do mundo, com um quarto das trocas de reservas estrangeiras serem feitas com o euro. O euro e as políticas monetárias dos que o adotaram, de acordo com a UE, estão sob o controlo do Banco Central Europeu (BCE).
O BCE é o banco central para a Zona Euro e, assim, controla a política monetária na área com uma agenda para manter a estabilidade de preços. Está no centro do Sistema Europeu de Bancos Centrais, que compreende todos os bancos centrais nacionais da UE e é controlado pelo seu Conselho Geral, composto pelo presidente do BCE, que é nomeado pelo Conselho Europeu, o vice-presidente do BCE e pelos governadores dos bancos centrais nacionais de todos os 27 Estados-membros da UE.

### Agricultura

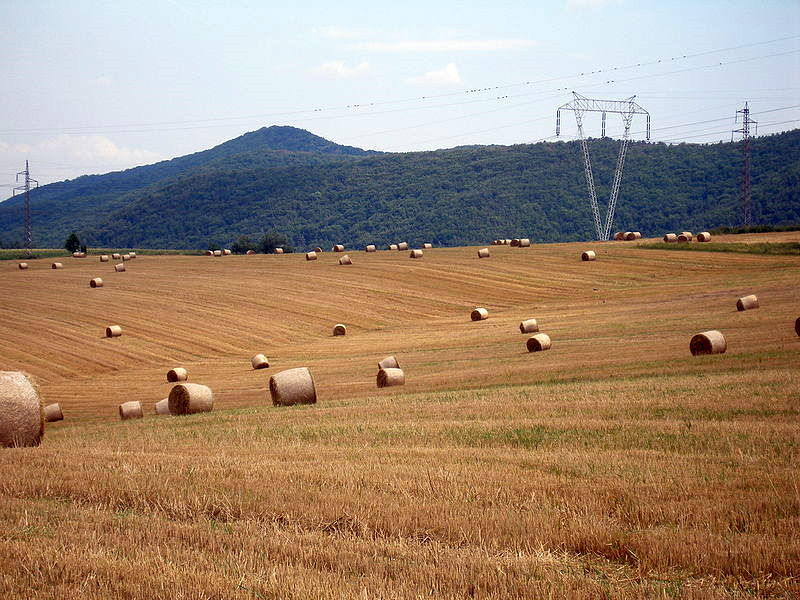
As explorações agrícolas da União Europeia são apoiadas pela PAC, a maior despesa do orçamento do bloco; na imagem, uma herdade em Sedlice, distrito de Prešov, na Eslováquia

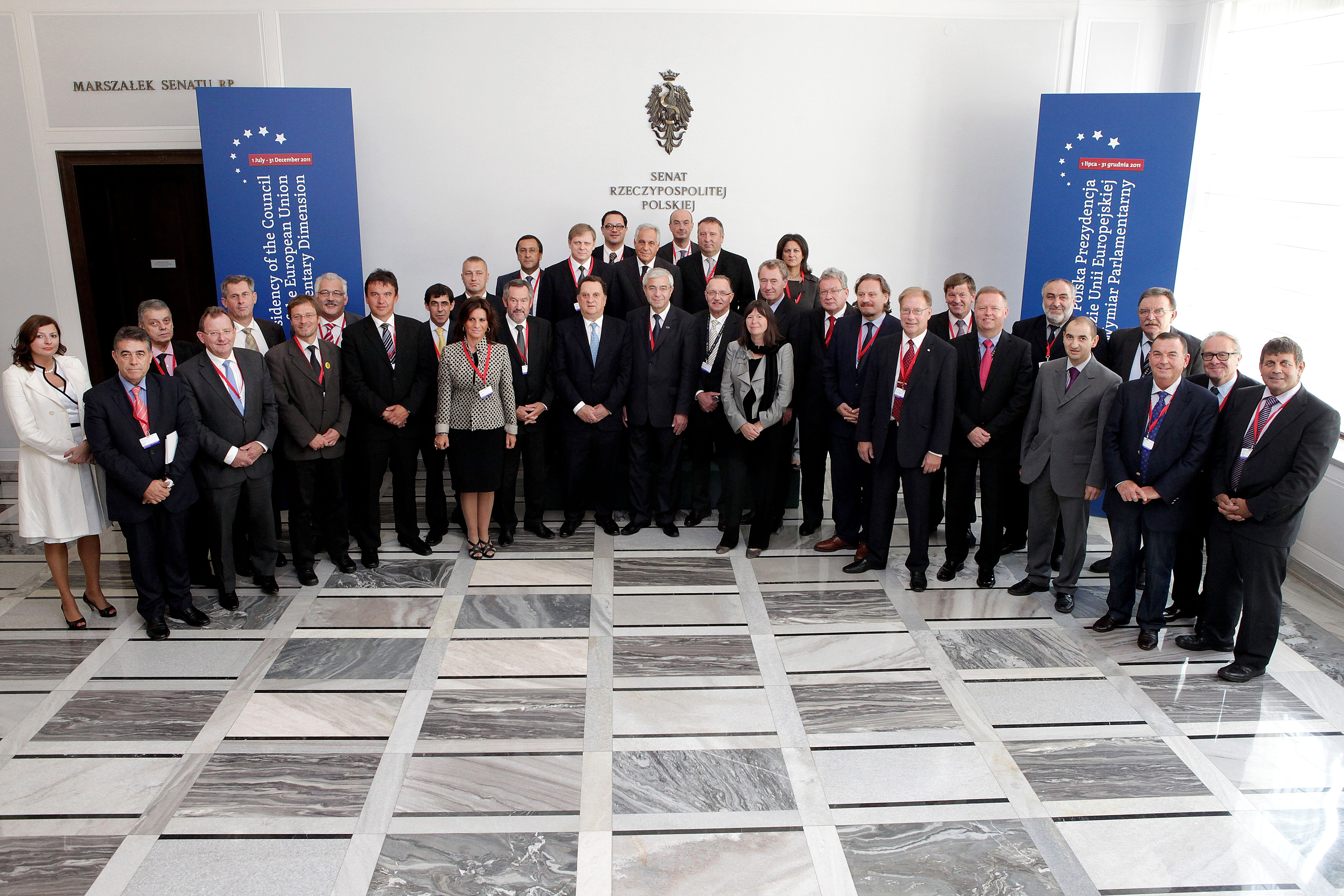
Participantes da "Política Agrícola Comum 2014–2020"

A Política Agrícola Comum (PAC) é uma das políticas mais antigas da Comunidade Europeia e foi um dos seus objetivos principais. A política tem como objetivo aumentar a produção agrícola, garantir a segurança no abastecimento de alimentos, garantir uma elevada qualidade de vida para os agricultores, estabilizar os mercados e assegurar preços razoáveis para os consumidores. A PAC era, até recentemente, operado por um sistema de subsídios e de intervenções no mercado. Até os anos 1990, a política foi responsável por mais de 60% do orçamento anual da então Comunidade Europeia e ainda é responsável por cerca de 34%.
O controlo de preços e as intervenções no mercado feitas pela PAC levaram a uma superprodução considerável, resultando nas chamadas montanhas de manteiga e lagos de vinho. Estes eram armazéns de intervenção de produtos comprados pela Comunidade para manter os níveis de preços mínimos. Para dispor de lojas de excedentes, muitas vezes eles foram vendidos no mercado mundial a preços bem abaixo dos preços garantidos pela Comunidade ou aos agricultores eram oferecidos subsídios (correspondente à diferença entre os preços na Comunidade e os preços mundiais) para exportar sua produção para fora do bloco. Este sistema tem sido criticado por agricultores de fora da Europa, especialmente aqueles do mundo em desenvolvimento.
A superprodução também tem sido criticado por incentivar métodos de agricultura intensiva prejudiciais ao meio ambiente. Os defensores da PAC dizem que o apoio económico que esta fornece aos agricultores proporciona-lhes um nível de vida razoável, que de que outra maneira seria uma forma economicamente inviável. No entanto, os pequenos agricultores da UE recebem apenas 8% dos subsídios disponíveis da PAC.
Desde o início da década de 1990, a PAC tem sido objeto de uma série de reformas. Inicialmente, essas reformas incluíram a introdução do alqueive em 1988, onde a proporção de terras agrícolas foi deliberadamente retirada de produção, as quotas leiteiras (pelas reformas McSharry em 1992) e, mais recentemente, a dissociação do dinheiro que os agricultores recebem da UE da quantidade que produzem (pelas reformas Fischler em 2004). As despesas agrícolas vão se afastar dos pagamentos de subsídios ligados à produção específica, para pagamentos directos com base no tamanho da fazenda. Este destina-se a permitir que o mercado dite os níveis de produção, mantendo os níveis de renda agrícola. Uma dessas reformas vinculadas a abolição do regime do açúcar da UE, que antes dividia o mercado de açúcar entre os Estados-membros e certas nações africanas/caribenhas com uma relação privilegiada com a UE.

## Infraestrutura

### Transportes
|                                                    |  |                                                               |
| Estradas europeias, parte das Redes Transeuropeias |  | Linhas ferroviárias de alta velocidade operacionais na Europa |

A UE está a trabalhar para melhorar as infraestruturas transfronteiriças dentro do seu território, por exemplo através das Redes Transeuropeias (RTE). Entre os projetos no âmbito da RTE incluem-se o Eurotúnel, TAV Est, o túnel ferroviário do Fréjus, a Ponte do Øresund, o túnel do Brennero e a ponte do estreito de Messina. Em 2001, estimou-se que até 2010 a rede iria cobrir: 75,2 mil km de estradas; 78 000 km de ferrovias; 330 aeroportos; 270 portos marítimos e 210 portos internos.
O desenvolvimento das políticas de transportes europeia aumentará a pressão sobre o meio ambiente em muitas regiões por onde a rede de transportes aumentou. Nos membros da UE antes de 2004, o grande problema nos negócios de transporte com o congestionamento e a poluição. Após o recente alargamento, os novos Estados que aderiram em 2004 trouxeram o problema da resolução de acessibilidade para a agenda de transporte. A rede de estradas polacas, em especial, estava em más condições: na adesão da Polónia à UE, 4 600 estradas precisavam ser atualizadas aos padrões da UE, exigindo cerca de € 17 mil milhões.
- A Ponte do Øresund, entre a Dinamarca e a Suécia, é parte das Redes Transeuropeias.
- O porto de Tallinn, na Estónia, é um dos portos de passageiros mais movimentados do Norte da Europa.
- Aeroporto de Paris-Charles de Gaulle, em Paris, um dos mais movimentados do mundo.
- Espanha ocupa o segundo lugar em km construídos de rede ferroviária de alta velocidade no mundo, atrás apenas da China.
- Ponte Aquífera de Magdeburgo, um aqueduto navegável que cruza o Rio Elba, no centro da Alemanha.

### Educação e ciência

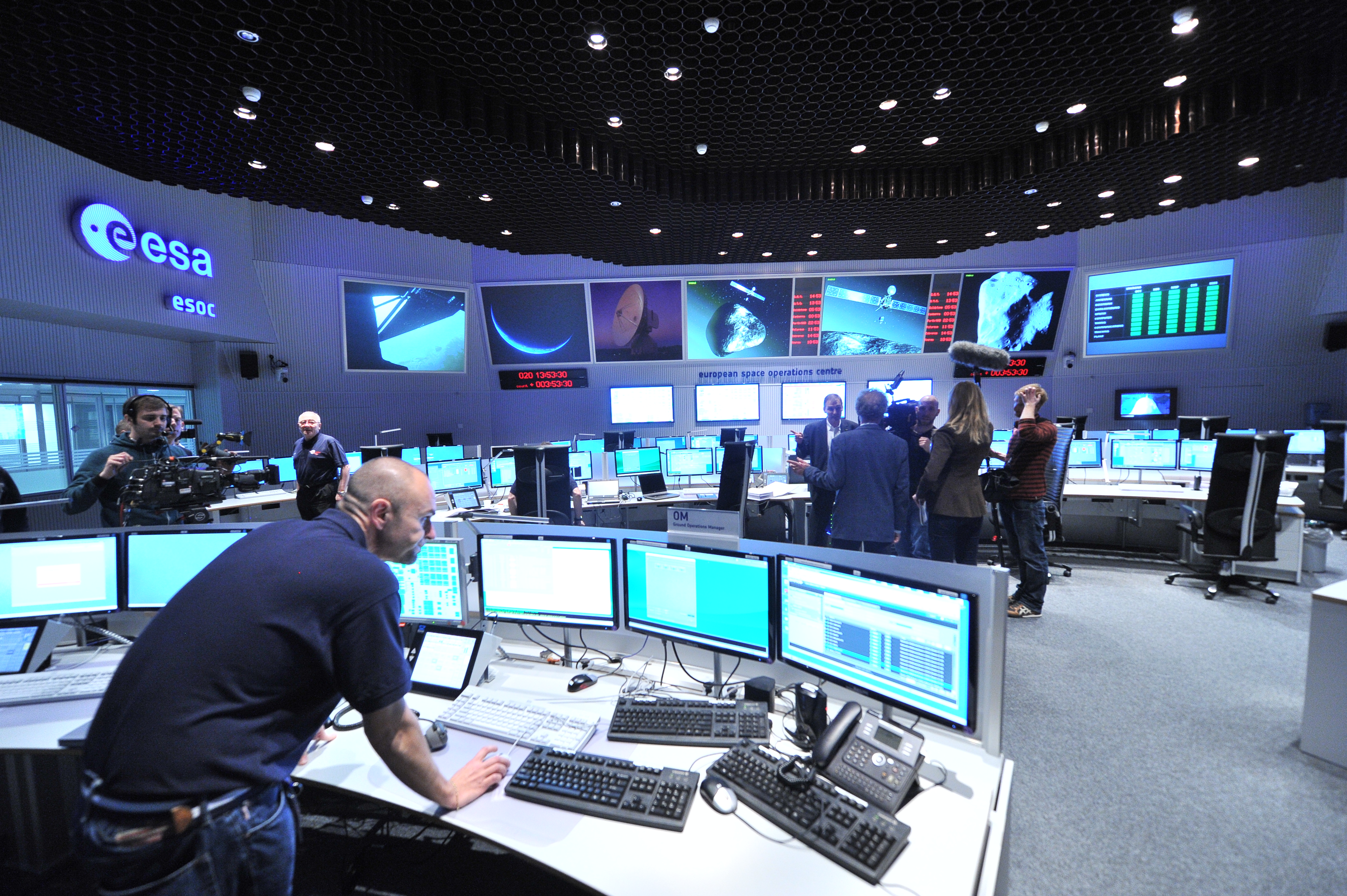
Centro Europeu de Operações Espaciais da Agência Espacial Europeia em Darmstadt, Alemanha

Jovens participantes do Programa Erasmus em Portugal

O desenvolvimento científico é facilitado através de programas científicos da UE, o primeiro dos quais iniciado em 1984. Os objetivos da política da UE nesta área são de coordenar e estimular a pesquisa. O independente Conselho Europeu de Investigação aloca fundos da UE para projetos de pesquisa europeus ou nacionais. O Sétimo Programa (FP7) promove várias áreas, por exemplo, a energia, onde ele pretende desenvolver uma mistura diversificada de energias renováveis para o meio ambiente e para reduzir a dependência de combustíveis importados.
O sistema de navegação por satélite Galileo é um outro projeto de infraestrutura da UE. O Galileo é uma proposta de sistema global de navegação por satélite, a ser construído pela UE e lançado pela Agência Espacial Europeia (ESA) e deve estar em operação até 2010. O projeto Galileo foi lançado, em parte, para reduzir a dependência da UE do sistema de posicionamento global (GPS) dos Estados Unidos, mas também para proporcionar uma cobertura global mais completa e permitir uma precisão muito maior, dada a idade do sistema GPS. O sistema europeu foi criticado por alguns devido aos custos, atrasos e pela perceção de redundância, dada a existência do sistema GPS.
Na educação, a política foi desenvolvida principalmente na década de 1980 em programas de apoio ao intercâmbio e mobilidade. A mais visível delas foi o Programa Erasmus, um programa de intercâmbio universitário que começou em 1987. Nos seus primeiros 20 anos, tem apoiado oportunidades de intercâmbio internacional para mais de 1,5 milhões de universidades e estudantes universitários e tornou-se um símbolo da vida estudantil europeia.
Atualmente existem programas semelhante para alunos e professores, para os formandos no ensino e formação profissional e para adultos no Programa de Aprendizagem ao Longo da Vida 2007–2013. Estes programas são concebidos para incentivar um conhecimento mais amplo de outros países e difundir boas práticas nos domínios da educação e de formação em toda a UE. Por meio de seu apoio ao processo de Bolonha, a UE está a apoiar padrões e graus comparáveis e compatíveis em toda a Europa.

### Energia

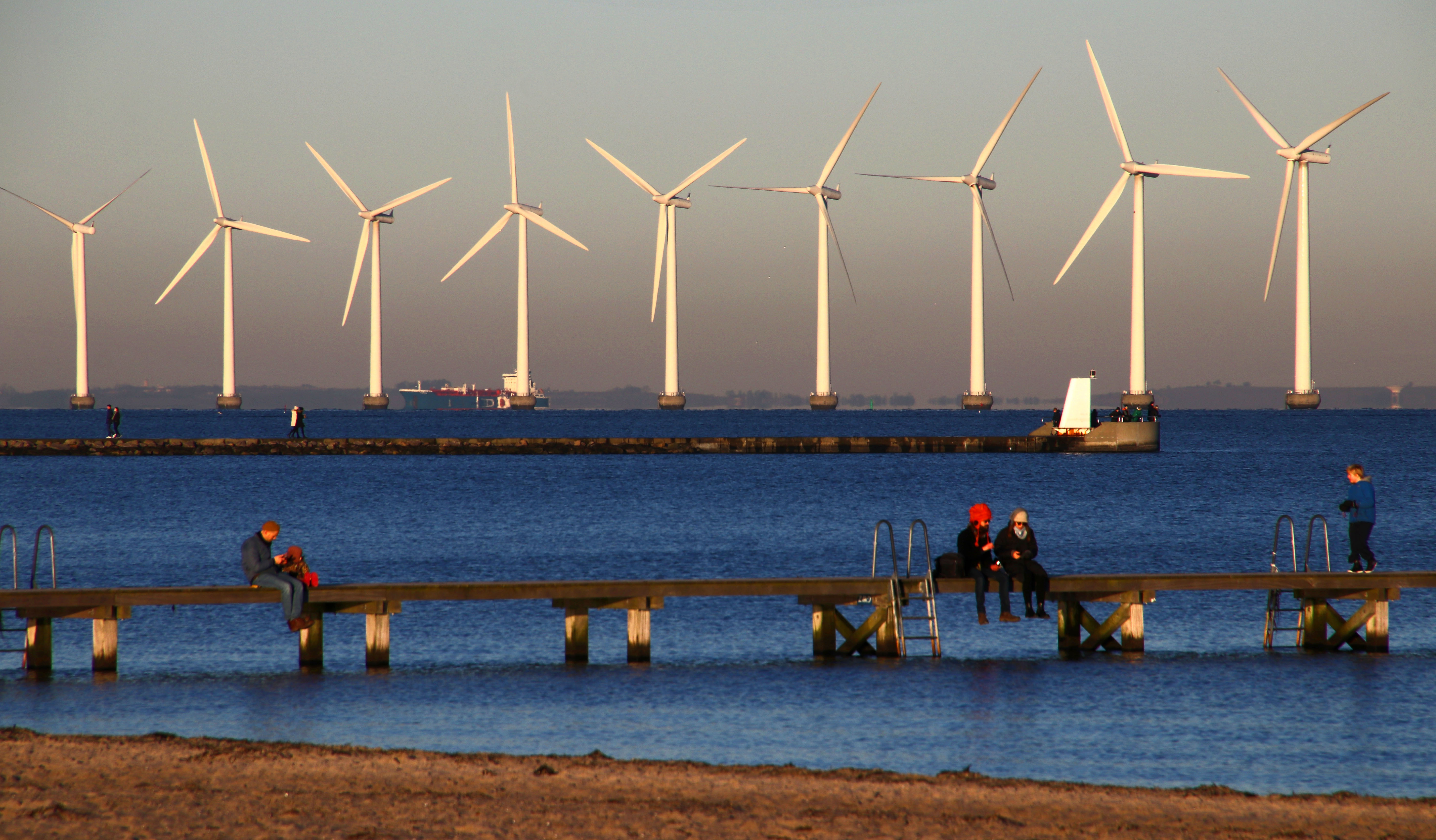
Aerogeradores na Dinamarca

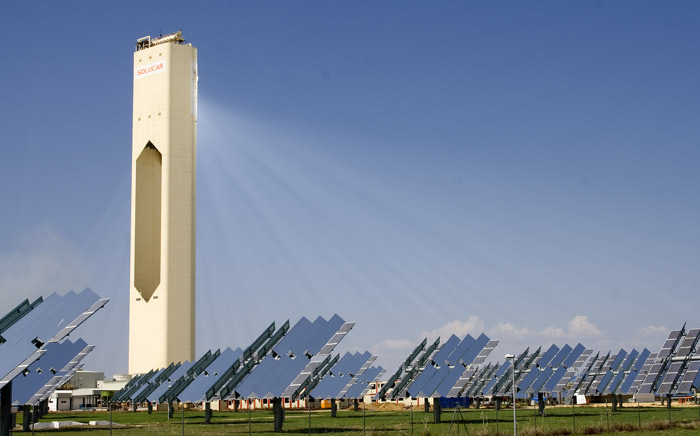
PS10, uma torre de concentração de energia solar em Sevilha, Espanha

Em 2006, os 27 Estados-membros tinham um consumo interno bruto de energia de 1,825 milhões de toneladas equivalentes de petróleo (tep). Cerca de 46% da energia consumida foi produzida dentro dos Estados-membros, enquanto 54% foi importada. Nestas estatísticas, a energia nuclear é tratada como uma energia primária produzida na UE, independentemente da origem do urânio, dos quais menos de 3% é produzido dentro do território da UE.
A UE teve o poder legislativo sob a área da política energética na maior parte de sua existência, o que tem as suas raízes na antiga Comunidade Europeia do Carvão e do Aço. A introdução de uma política energética europeia obrigatória e abrangente foi aprovada na reunião do Conselho Europeu em outubro de 2005 e a primeira proposta de política foi publicada em janeiro de 2007.
A UE tem cinco pontos-chave na sua política energética: o aumento da concorrência no mercado interno, o incentivo ao investimento e o aumento da interligação entre as redes de eletricidade; diversificar as fontes de energia com melhores sistemas para responder a uma crise, estabelecer um novo quadro do Tratado para a cooperação energética com a Rússia, melhorar as relações com os países ricos em energia da Ásia Central e Norte da África; usar fontes de energia existentes de forma mais eficiente, aumentando a comercialização de energia renováveis; e, finalmente, aumentar o financiamento para novas tecnologias energéticas.
Em 2007, a UE importava 82% do seu petróleo, 57% do seu gás natural e 97,48% de suas demandas de urânio. Há preocupações de que a dependência da Europa da energia russa esteja a colocar em risco a União e os seus países membros. A UE está a tentar diversificar a sua oferta de energia.

### Saúde

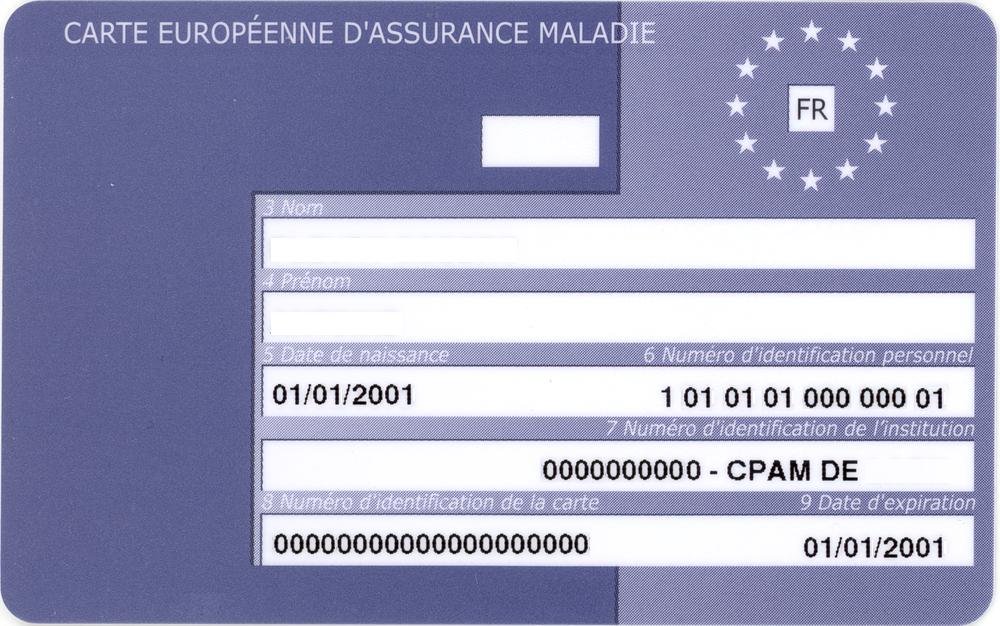
Cartão Europeu de Seguro de Saúde (versão francesa)

Embora a UE não tenha grandes competências no domínio dos cuidados de saúde, o artigo 35 da Carta dos Direitos Fundamentais da União Europeia afirma que "um elevado nível de protecção da saúde humana deve ser assegurado na definição e implementação de todas as políticas e acções da União." Todos os Estados-membros têm políticas de patrocínio público e regulação de saúde pública ou prestam serviços públicos de saúde universal. A Direcção-Geral para a Saúde e Defesa do Consumidor da Comissão Europeia busca alinhar a legislação nacional relativa à protecção da saúde das pessoas, sobre os direitos dos consumidores, sobre a segurança dos alimentos e outros produtos.
Os cuidados de saúde na UE são fornecidos através de uma ampla gama de diferentes sistemas que funcionam em nível nacional. Os sistemas são principalmente financiados com dinheiro público, através dos impostos. O financiamento privado do sistema de saúde pode representar contribuições pessoais para cumprir a parte não contribuinte reembolsada de cuidados de saúde ou pode refletir cuidados de saúde totalmente privado (não subsidiados), pagos do próprio bolso ou atendidos por algum tipo de seguro particular ou financiado pelo empregador.
Todos os Estados-membros da UE e muitos outros países europeus oferecem aos seus cidadãos um Cartão Europeu de Seguro de Saúde gratuito, que, numa base de reciprocidade, fornece seguro para tratamento médico de emergência ao visitar outros países europeus participantes. A directiva sobre cuidados de saúde transfronteiriços visa promover a cooperação em matéria de cuidados de saúde entre os países membros e facilitar o acesso seguro e de alta qualidade aos cuidados de saúde transfronteiriços para os doentes europeus.

## Cultura
Devido ao grande número de perspetivas que podem ser tomadas sobre o assunto, é impossível formar uma concepção abrangente de uma cultura europeia uniforme. No entanto, existem elementos essenciais que são geralmente associados como constituintes do fundamento cultural e espiritual da civilização europeia contemporânea: o mundo greco-romano e o judaísmo antigo, a cristandade da Idade Média, o fenómeno moderno do Renascimento, seguido pela era do Iluminismo, que definiu o conceito de direitos humanos e o surgimento das teorias socialistas e liberais a partir do século XIX.
Embora as primeiras civilizações que influenciaram o desenvolvimento da cultura europeia datem da Mesopotâmia, dos indo-europeus, do Israel bíblico e do Egito antigo, o local de nascimento da cultura europeia clássica apareceu na Grécia antiga entre os séculos VIII e IV a.C., com seu sistema democrático de governo e grandes avanços em filosofia, literatura, artes e matemática. Os gregos foram seguidos por Roma, que fez contribuições importantes em direito, organização política, engenharia e governo. Este conjunto de valores tradicionais europeus, que continua durante a Idade Média com as primeiras universidades e o desenvolvimento do escolasticismo, o Renascimento com a revolução científica e sua própria versão de humanismo, derivado da redescoberta da Antiguidade Clássica, é caracterizada pela importância do racionalismo em várias esferas da vida, favorecendo o pensamento livre e a assimilação dos direitos humanos e do ceticismo naturais, o igualitarismo e justiça, republicanismo e democracia. A cultura indo-europeia, mais tarde misturada com a mitologia cristã, é um antepassado comum para a maioria das culturas tradicionais e folclores na Europa e se espalhou por todo o continente a partir da Idade do Bronze.

### Política cultural
A cooperação cultural entre os Estados-membros tem sido uma preocupação da UE desde a sua inclusão como competência comunitária no Tratado de Maastricht. As ações tomadas na área cultural pela UE incluem o programa de sete anos "Cultura 2000", o evento do "Mês Cultural Europeu", e orquestras, como a Orquestra Jovem da União Europeia.
O programa da Capital Europeia da Cultura seleciona uma ou mais cidades em cada ano para ajudar ao desenvolvimento cultural dessas cidades. Até 2016, 53 cidades da UE já fizeram parte desta iniciativa.

### Meios de comunicação
A liberdade de imprensa é um direito fundamental que se aplica a todos os Estados-membros da União Europeia e aos seus cidadãos, tal como definidos na Carta dos Direitos Fundamentais da União Europeia, bem como na Convenção Europeia dos Direitos Humanos. No processo de alargamento da UE, a garantia de liberdade dos média é chamada de "indicador chave da disposição do país para se tornar parte da UE".
A grande maioria dos meios de comunicação social na União Europeia é orientada para o país. No entanto, alguns meios de comunicação europeus centrados em assuntos europeus surgiram desde o início da década de 1990, como Euronews, EUobserver, EURACTIV ou Politico Europe. ARTE é uma rede de TV pública franco-alemã que promove programação nas áreas da cultura e das artes. 80% da sua programação são proporcionados em proporção igual pelas duas empresas membros, enquanto o restante é fornecido pelo Agrupamento Europeu de Interesse Económico ARTE GEIE e pelos parceiros europeus do canal.
O Programa MEDIA da União Europeia apoia as indústrias europeias do cinema e do audiovisual desde 1991. Além disso, presta apoio ao desenvolvimento, promoção e distribuição de obras europeias na Europa e noutras regiões do mundo.

### Desporto

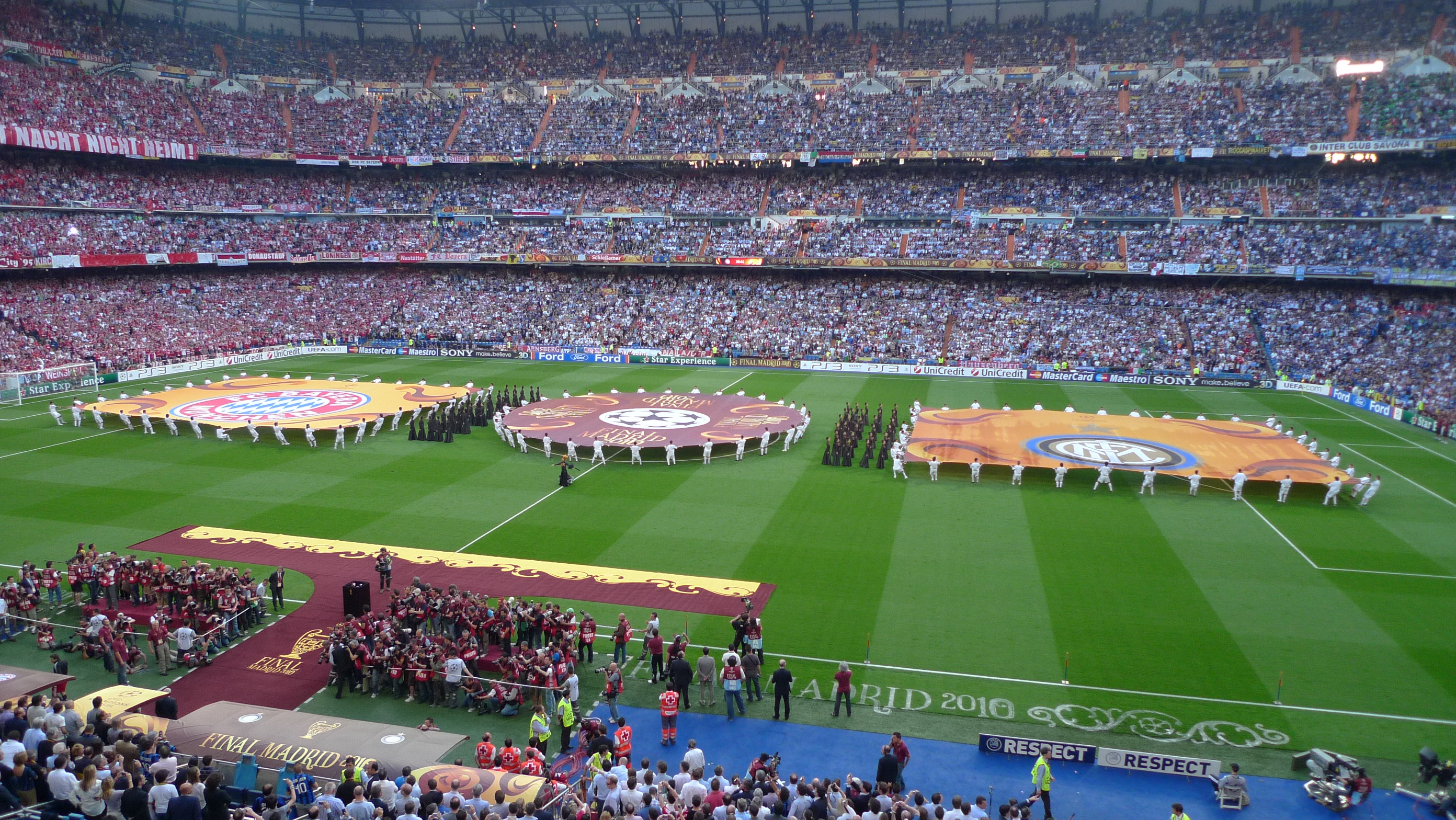
Estádio Santiago Bernabéu em Madrid durante a final da Liga dos Campeões da UEFA de 2009–10, jogada entre o Bayern de Munique e o Internazionale, que venceu por 2 a 0

O futebol é, de longe, o desporto mais popular em quase todos os países europeus. As suas regras modernas foram inventadas na Inglaterra no século XIX a partir do futebol medieval, um jogo tradicional praticado na Europa desde a Idade Média. As equipas nacionais europeias ganharam 11 das 20 edições do Mundial da FIFA; estas também competem a cada quatro anos no Campeonato Europeu de Futebol desde 1960. Quanto aos clubes de futebol europeus, estes participam da Liga dos Campeões da UEFA, atraindo uma extensa audiência televisiva em todo o mundo: a final do torneio foi, nos últimos anos, o evento desportivo anual mais assistido em todo mundo. Os outros desportos com mais participantes em clubes são ténis, natação, atletismo, golfe, ginástica, desportos equestres, andebol, voleibol e vela.
O desporto é principalmente da responsabilidade dos Estados-membros ou de outras organizações internacionais, e não da UE. No entanto, existem algumas políticas da UE que afetaram o tema, como a livre-circulação de trabalhadores, que esteva no cerne do Caso Bosman que proibia as ligas nacionais de futebol de impor cotas a jogadores estrangeiros com cidadania europeia.
O Tratado de Lisboa exige qualquer aplicação das regras económicas para ter em conta a natureza específica do desporto e das suas estruturas com base na atividade voluntária. Isso seguiu o lóbi das organizações governamentais, como o Comité Olímpico Internacional e a FIFA, devido a objeções sobre a aplicação de princípios de mercado livre ao desporto, o que levou a uma diferença crescente entre clubes ricos e pobres. A UE financia um programa para treinadores de futebol israelitas, jordanos, irlandeses e britânicos, como parte do projeto "Football 4 Peace".